# 青之驅魔師
《青之驅魔師》是日本漫畫家加藤和惠所創作的少年漫畫。作品最初以單篇的形式在《Jump Square》2008年9月號刊登，當時標題為《深山鶯邸事件》。直至2009年4月在集英社旗下的月刊漫畫雜誌《Jump Square》開始進行連載至今。2021年9月號起長期休刊，2022年6月號連載再開。個別章節已收錄於25冊的單行本中。截至2019年7月為止，單行本累積總銷量已突破1700万冊。
2010年宣佈改編電視動畫，於2011年4月17日在日本國內首播。動畫第一期在10月2日播放完畢後，同日宣佈製作劇場版的消息，並於隔年12月28日在日本公映。動畫第二期《青之驅魔師 京都不淨王篇》於2017年1月至3月播放。2022年12月18日，宣佈第三期電視動畫製作。2023年9月10日，宣佈動畫第三期《青之驅魔師 島根啓明結社篇》於2024年1月至3月播放。同年第4季《雪之盡頭篇》於2024年10月至12月播出。第5季《終夜篇》將於2025年1月播出。

## 故事簡介
世界是由兩個空間組成，像鏡子般地連為一體。有人類居住的物質界，及惡魔居住的虛無界。平常兩界之間無法互相接觸和往來。可是惡魔能憑依於和其性質相似的物質從而進入物質界。虛無界之神撒旦在找尋物質界能承受他力量容器的過程中，認識了一名人類女子並誕下了私生子「奥村燐」和「奥村雪男」。原本對此事毫不知情的燐，在一次事件中「被封印」的力量覺醒和與養父藤本獅郎的吵架中，發現了自己是撒旦私生子的秘密。在此同時，藤本獅郎被撒旦附身，並企圖帶燐返回虛無界。
藤本獅郎為了中斷附身並保護燐而選擇自殺。為了不想要任何人再為他犧牲、對自己發誓要變得更強並打敗他的生父撒旦，燐毅然決定成為一位出色的驅魔師，於是燐進入了正十字騎士團。出乎意料發現，這個學院實際上是一個日本國際組的分部，致力保護物質界。燐參加了一個只有少數人知道的驅魔課程，卻驚訝的發現，他的雙胞胎弟弟雪男已經是一名經驗豐富的驅魔師，並且還成為他的驅魔老師。

## 登場角色

### 主要角色
奧村燐（Okumura Rin）
由魔神撒旦和人類驅魔師尤莉所誕下的私生子，繼承父親的惡魔之力，擁有魔神獨有的藍色火焰。其惡魔之力源自於惡魔的心臟，在出生時由梅菲斯特·菲雷斯親手封印於降魔劍「俱利伽羅」之內。直到十五年後，被抑制著的火焰由於降魔劍出鞘才得以覺醒，而在此之前並不知道自己的惡魔身份，並被藤本獅郎收養，過著普通人類的生活。稱呼藤本神父為「臭老頭」。
在養父—藤本獅郎遭到撒旦附身而自殺後所舉辦的葬禮上遇到梅菲斯特，依照藤本生前囑咐尋求對方協助，並決心成為最強的驅魔師「聖騎士」並打敗撒旦，立志為心目中視為唯一父親的藤本獅郎報仇，同時透過自身向世人證明藤本所堅持的事是正確。
在理事長梅菲斯特行使理事長特權下，免除參加號稱超難關的入學考試，直接就讀正十字學園內的祓魔塾，正式接受成為驅魔師的培訓，然而即使是普通科目也沒辦法跟上其他學生的程度，為此本人則以自己是實戰派人才作為解釋。目前以取得「騎士」稱號為目標努力著。與雪男在正十字學園內一棟貌似猛鬼酒店般破爛的男生宿舍舊館生活。
幼稚園的時候明確地意識到自己與其他小朋友的不同，從小因擁有強大的力氣被同學稱「惡魔」，原本對自己自暴自棄，因藤本神父的一番話而醒悟過來。到國中畢業前幾乎是半休學的狀態，常常翹課，因此也沒參加畢業旅行。畢業後對找不到工作而感到十分焦慮。
作為唯一繼承了魔神「藍色火焰」的撒旦後裔，並同時擁有惡魔之力和生存在物質界的肉體，而受到撒旦和梅菲斯特關注重視，還被部分中﹑下級的惡魔尊稱為「少主」。空堂時間會向梅菲斯特學習所謂「惡魔的禮儀」。
覺醒後，其黑長的惡魔尾巴﹑尖牙和尖耳朵等等的惡魔特徵隨之而顯露，同時也提升了自癒能力，即使是致命傷也能在短時間內癒合。惡魔尾巴會纏繞著上半身藏於衣服內。另外，由於其火炎屬於虛無界，因此平時需要把作為虛無界之門的劍鞘拔出，打開連接虛無界的入口，才會出現藍色火焰﹑額頭上的角狀形火柱。然而，過度發動藍色火焰就會很容易被火焰（或者說是惡魔的本能）徹底吞噬。
由於降魔劍「俱利伽羅」被撒旦折斷，导致一直被封印在虚无界的惡魔心臟重返身於物质界的奧村燐體內，與此同時燐的人類軀殼因无法平衡體內的恶魔之力而腐烂坏死。死後，身體在惡魔心臟影響下使他重生成為纏繞藍色火焰的惡魔，在此姿態下失去關於人類的一切理性，是如同生父撒旦般只有純粹慾望與本能的怪物。
其後為得知自身與雪男出生始末而去詢問梅菲斯特，但梅菲斯特卻忙於處理人工虛無界之門所产生的問題，只告知燐關於神隐之钥的使用方法並給予他能夠遮掩惡魔心臟的正十字學園警衛制服。燐使用神隐之钥前往過去，並隱身地觀看獅郎與生母的成長過程，見證獅郎與生母的相知相識。在過去篇的最後，燐忘記穿上能隱身的衣服，與過去正在養育雙胞胎的獅郎對話，向獅郎道謝並解開「自己出生是個錯誤」的心結後，前往境界之王與雪男見面。在與雪男的戰鬥中學會降服自己惡魔的一面。
動畫版中被捕後作為開啟虛無界之門的祭品，其後幫助雪男解開撒旦的附身。
降魔劍「俱利伽羅」劍技
修羅為了讓燐能更有效的掌控自身火焰所想出來的辦法，憑藉著招式的命名來強化自身對於火焰的操控性（不過主要是由修羅來命名）。
- 火生三昧

借助寄宿於降魔劍的烏樞沙摩之力，釋放出能將物質界的一切焚燒殆盡的巨大火球。現階段在沒有烏樞沙摩的協助下已無法使用。
- 撒旦飛斬（Satan Slash）

為月牙型的火焰斬空波，目前所看不具備火焰的燃燒與揮砍性質，反倒具備有相當強的衝擊力，能在命中的同時直接讓人昏過去。
- 撒旦爆炎（Satan Bomb）

主要是以視覺所及的範圍作為鎖定目標之用，並於瞬間造成小範圍的爆炸和燃燒。
- 撒旦篝火（Satan Campfire）

需以俱利伽羅命中為前提，以劍體為媒介朝對方體內注入大量的藍色火焰，使得對方就有如火炬一般瞬間被燃燒殆盡。
- 撒旦飛爪（Satan）

屬於飛斬的變化型，五指成爪將火焰以小型子彈的方式隨著手臂的揮動投射而出，同樣具有相當強的衝擊力，此外還附帶有一定程度的燃燒性質。
奧村雪男（Okumura Yukio）
燐的異卵雙胞胎弟弟。和哥哥不同沒有遺傳到任何撒旦的力量，是普通的人類（身上卻隱約有類似惡魔因子覺醒的徵兆）。由於燐的關係在出生時受到魔障，從小就看得到惡魔，在藤本的提議下，7歲時便開始接受驅魔師的訓練。後來力量似乎逐漸覺醒，能夠使出類似火焰的力量。為找出自身藍色火焰（眼睛）背後的答案，開始了一連串的危險的修行。
和哥哥相較而言稍稍高大，且也很受女生青睞。特徵是眼睛下方有二顆痣，嘴巴右下方也有一顆，黑髮藍眼，經常戴著方框眼鏡，似乎有很多備用眼鏡。性格溫和，但一旦被觸及底限生氣的話便會黑化。對於哥哥奧村燐感到又愛又恨，實際上非常崇拜燐。
跟燐一樣是第一年進入正十字學園，但就已經在驅魔師塾中燐的班上負責惡魔藥理學的導師。13歲就得到驅魔師的稱號，持有龍騎士和醫工騎士兩個稱號，武器為兩把貝瑞塔92手槍，身上也配備大量裝備；創立歷年來年紀最小而獲得此資格的紀錄，在正十字學園高級學校以首席身份入學，現在是中一級驅魔師。以雙槍作為武器。
透過計謀將八歧大蛇與修羅間的契約轉移至自己身上，說服的理由是需要更加強的肉體與再生能力，並且可憑藉此進行更多的實驗（半真半假）。
動畫版中晉升為聖騎士，並參與毀滅虛無界的計劃。期間撒旦的力量慢慢覺醒，並成為撒旦附身的容器，最終被燐重新喚醒。然而，雪男因為某種原因，被剝奪了聖騎士的頭銜，降格回中一級驅魔師，似乎是梵蒂岡的人事安排的緣故，詳細情形不明。
為超越完美的哥哥和自身的祕密，斷然加入啟明結社。但在過程中仍緊記著父親所教導的一切，企圖透過這個機會將啟明結社的大本營給徹底毀滅。
加入啟明結社之後，路西法和埃求恩對其身體進行檢查，發現雪男是人類，但是身體卻有對火焰有極高的抗性，無論是赤之焰（針對物質界的一切）、黑之焰（針對虛無界的一切）、青之焰（同時可針對兩界的一切）皆無法對其造成傷害；而且雪男的身體不會抵抗撒旦的依憑，其左眼之所以會有力量是因為受到魔障影響。所以能解釋說撒旦為什麼可以干擾雪男的左眼又不會被寄宿者雪男所察覺的原因，雪男的左眼則成為了父親撒旦看見物質界的寶貴窗口。

### 驅魔塾
杜山詩繪美（Moriyama Shiemi）
配音：花澤香菜（日本）；傅其慧（台灣）；何璐怡（香港）
年齡：15歲／生日：3月6日／血型：B型／身高：165公分／體重：49公斤
正十字學園內用品店「祓魔屋」的老闆娘的女兒。留著黃色的短髮，綠色的雙眼，沒有穿過制服而一直穿著和服。意外的有著一副好身材與好胃口。
性格善良且單純，患有對人恐懼症及容易臉紅。擅長整修庭園，因為愛好植物且擁有豐富的相關知識，所以常給植物起暱稱。或多或少有花粉過敏症。調劑草本茶，喜歡烤製餅乾及曬太陽。愛吃祖母烤的香草餅乾。
最喜歡已逝的祖母，此後主要都是在修整對祖母最重要的庭園，拒絕了到庭園以外的出門。認為祖母事故身亡是因為自己過錯，精神大受打擊後令惡魔山魅有機可乘憑依在她身上，使她的腳無法行動，幸得燐跟雪男一起盡力拯救。除能恢復走路外，還與母親和好，擺脫死者的陰霾，並成為驅魔師塾的學員展開新生活。
小時候已認識雪男，想看到雪男教授時的姿態也是她入讀私塾的原因，當兩人獨處時會臉紅著急，似乎帶點仰慕之情。跟燐同班亦是好友，燐對她很有好感，但她卻渾然不知，更在無意之間給燐發了張好人卡。後來才發現自己很喜歡燐。
學園祭前通過入學考試，正式成為正十字學園高中部的學生。在校成績偏低，但能成功召喚出「綠男」的幼體，若指揮得宜，能發揮防禦及治療的威力。可是卻為沒有明確成為驅魔師的志願動機而感到迷惑懊惱，因而從幫助別人開始逐漸建立成為驅魔師的決心。從母親那得知一些事情後，選擇放棄驅魔師的學業並堅定的決定於正十字學園畢業後繼承家業。與創造皇：謝米哈薩有血緣關係。
對燐的撒旦之子身份一開始沒辦法接受，但在不淨王事件偶然被燐的火焰所包圍覺得比想像中還溫暖，而對其真實身份感到釋懷並接納燐，但仍舊將燐視為一輩子的好朋友，在兩人經歷了許多事件後，慢慢轉變為想與他在一起一輩子。
勝呂龍士（Suguro Ryūji）
配音：中井和哉／高木禮子〈童年〉（日本）；陳幼文／傅其慧〈童年，S1〉／錢欣郁〈童年，S2〉（台灣）；張裕東、劉惠雲〈童年〉（香港）
年齡：15歲／生日：8月20日／血型：B型／身高：181公分／體重：76公斤
正十字學園高中部一年級，驅魔塾學生。京都的由緒寺院的唯一繼承人，說話帶關西腔。下巴留有些許鬍鬚，金色挑染，而且耳朵穿孔帶環，眼神兇惡，儘管外表像小混混，但骨子裡卻是成績優異﹑認真勤奮的人，而且很愛整潔。特長為背書、打掃及禪坐。喜歡的話為「因果報應」。
從非理智方面來看，跟燐的共通點頗多，但對立的事也一樣多。其實像是樂於照顧人的哥哥，正朝著成為龍騎士跟詠唱騎士邁進，擁有出色的記憶力。背誦經文時只要聽了一遍就能記下來，因為記事太聰明（擅長死背），所以被志摩認為是「變態」。
實際上假日若能在打掃中渡過他已覺得相當美好，好像為眼神惡毒的事情感到苦惱，但令人意外的是他似乎頗受女孩子歡迎。子貓丸點出有過於依賴致死節的現象，而且強迫自己擺出領導者的樣子。
十六年前勝呂的寺院被魔神撒旦所破壞，有勢力的僧侶驅魔師結果被魔神大規模虐殺流血身亡。龍士以認真的態度看待這「青色之夜」的事件，立志要打倒魔神，重建寺院。與雪男一樣以獎學金入讀正十字學園內的驅魔師塾。
不淨王事件結束後，因為失去重建寺院的目標而開始感到迷惘，在出雲篇結束後對來擔任講師的雷光的能力感到興奮而打算成為其弟子，但是雷光本人以不擅長教人的理由拒絕，而是讓龍士跟在自己身邊做事，並認可他來自由偷學自己的技術。而龍士為展示自己的決心，於是將頭髮染回原來的顏色並剪短頭髮。
志摩廉造（Shima Renzo）
配音：遊佐浩二（日本）；梁興昌／李世揚〈劇場版〉／傅其慧〈童年〉（台灣）；何承駿→黃積權（香港）
年齡：15歲／生日：7月4日／身高：176公分／體重：63公斤
留著短髮，髮色為略偏粉色的茶色，特徵是左眼上方的舊疤。與子貓丸一樣是崇之寺主持的弟子，龍士的跟班，常與龍士一起行動。稱呼龍士為「少爺」，說話帶關西腔。目標與龍士、子貓丸同樣朝詠唱騎士邁進。行為舉止常出乎人意料之外，有好色傾向，小學時的綽號是「好色魔人」。對蟲類沒轍。不擅長記憶經典，所以戰鬥時使用錫杖。得知燐為魔神撒旦的私生子後，在出雲之後第二個釋懷。
本人為啟明結社的間諜，主要任務就是綁架神木出雲。是志摩家的象徵，火頭金剛黑炎的繼承人。能夠召喚明王等級的使魔，以來自虛無界的黑炎燒盡靈魂，並殺死出雲的白狐，之後帶著惡魔化的外道院的核心逃離。
在他進入正十字學園前被藤堂說服加入啟明結社，對外的理由是家人一直提到矛造使他覺得感到壓力，及後來八百造把自己的錫杖傳給他更使厭煩。實際上為直屬於梅菲斯特的密探，是潛入啟明結社內部的雙面間諜，只有極少人才知道他的身分。原本是做好必須永久離開的準備，卻沒想到啟明結社似乎對他的身分有所察覺，將計就計的要他返回正十字學園，成為雙方都知道身分、用來相互探查彼此情報的多重間諜。他本人從沒想過還能回到學園，最終被大家以各種名義狠狠地修理了一頓。
現與雪男一同離開正十字騎士團正式進入啟明結社，但似乎處於兩方不討好的狀態。
三輪子貓丸（Miwa Konekomaru）
配音：梶裕貴／小岩井小鳥〈童年〉（日本）；梁興昌／錢欣郁〈童年〉（台灣）；周良鴻→巫哲棋（香港）
年齡：15歲／生日：1月7日／身高：155公分／體重：43公斤
身材矮小，和尚頭還戴著大大的眼鏡，視力非常差，為人善良溫柔。與志摩一樣是和崇之寺主持的弟子，龍士的跟班，常與龍士一起行動。稱呼龍士為「少爺」，說話帶關西腔。目標與龍士、志摩同樣朝詠唱騎士邁進。是熱愛貓咪的貓派，隨身攜帶逗貓棒。
於校園七大不可思議事件中的家族肖像展現自身的分析能力，點出同伴們的缺點，因此在候補生團隊中定義為參謀。
於「青色之夜」失去了相依為命的父親，成為三輪家的年輕當家。因為受到喪父的心理創傷，是到較晚才接受燐的驅魔塾生。不淨王事件結束後，和龍士、志摩兩人擔任嚮導帶燐等人在京都各處觀光。
神木出雲（Kamiki Izumo）
配音：喜多村英梨（日本）；傅其慧（台灣）；林元春（香港）
年齡：15歲／生日：10月11日／血型：A型／身高：164公分／體重：49公斤
驅魔塾的少女，跟朴出生於島根縣的稻生神社附近，為稻神本家當代宮司稻神宗爾與神木玉雲的私生女。
特徵是紫色雙馬尾，短眉，紫紅色的雙眼。有巫女血統的傲嬌候補生，有手騎士的天份，能同時召喚兩隻狐神做為式神驅使；因為血統的關係所以從小就能看到來自世界另一端的惡魔，但周圍人認為她的話是騙人的，只有朴對出雲的話堅信不疑，從此成為出雲唯一的朋友，長大後一同進入正十字學園。
有段複雜的過去，導致其基本不願依賴與信任他人，所以時常表現的冷淡高傲。但其實是個重情義的女孩，對於認可的人都會義無反顧的幫助到底。一次在浴室中被食屍鬼襲擊因為朴的原因而內心動搖，導致式神反噬，危急之際被燐所救。後來在燐被所有人排擠時，是第一個站到燐身邊的人，並反過來常嘲諷其他人只因為身世問題就反臉不認人。被燐私下取綽號「點點眉」（まろまゆ）。
出身於為稻神家分支—神木家，是專門負責鎮壓九尾妖狐的家系。因為作為私生女的複雜背景與靈能者的身分，導致她一直飽受孤立，加上母親的不可靠，讓她決定要求自己不能依賴任何人，唯獨對妹妹神木月雲愛護非常。但母親因為被愛人拒絕承認女兒名份而精神動搖，遭抓住可乘之機的九尾附身，情緒暴走而大開殺戒，甚至攻擊攻擊出雲和月雲。慌亂的她在病急亂投醫的狀況下求助啟明結社，導致母女三人皆被啟明結社控制，母親在五年間一直被當作製作「萬能藥」的實驗體，遭受非人道對待，而自己與月雲則被當作備用品。由於自身和九尾的契合度相當的高，為保護妹妹，自願與啟明結社達成契約，等自己成為驅魔師並取得手騎士資格，便替代母親成為新的實驗體。作為交換，啟明結社不能再對妹妹出手。
在母親為保護自己而死之後解開了一部份心結，從而使得自身實力有著根本性的提升，之後見到了在正十字騎士團保護下的月雲並與其道別後，真正對所有人敞開自己的心胸。
- 招式「天之大御酒」

召喚狐神所用的招式，曾經用來幫椿薫熄滅撒旦的火焰，漫畫中則是用以熄滅燐情緒失控時不小心燒起來的火車車廂座椅。
- 招式「驅魔」

召喚狐神所用的招式，透過詠唱古文解放狐神的力量並以此淨化惡魔自身，有簡化版和正式版兩種不同的能力型態。
- 招式「鎮魂之祓」

召喚狐神所用的招式，透過詠唱古文解放狐神的力量，使狐神化身人形，以神罰之威淨化惡魔自身。
寶音無（Takara）
配音：代永翼／井上剛〈人偶腹語術〉（日本）；傅其慧／李世揚〈人偶腹語術〉（台灣）；周倚天（香港）
驅魔塾的少年，本名叫做寶音無（宝ねむ），是玩具公司「寶Hobby」的公子，現在為二年級生，比龍士他們大一歲。只使用手上的人偶與別人對話（腹語術），從來沒用自己的嘴巴說話過。但在動畫第一季23曾說過話，但他是一個人自言自語，並無跟別人對話。
本人似乎擁有兩個靈魂，其中一者依附於手上的玩偶中，為平時的主要操控者，另一者則長眠於身體內部，當受到嚴重傷害時將會覺醒「開眼」，所擁有的力量甚至可以抵抗的黑炎，只不過在出現沒多久後便被玩偶安撫重新沉睡。
可以一個人以最快的時間把化燈籠運回營地，以及獨自消滅校園七大不可思議之中的幽靈新娘，因此似乎有很強的實力。後來露出真面目，表明自身是傀儡師，雖沒有正式的職稱但是其實力早就超越候補生，和燐他們相處時有種絕對的高傲且完全不合群。而本人職業為傭兵，受雇於梅菲斯特，任務是監視驅魔塾的候補生，具有上一級的實力。接到任務要讓神木出雲被啟明結社的間諜所帶走，同時在她身上留下追蹤用的人偶，之後在梅菲斯特令命下帶領燐等人前去營救出雲。本身的家族所有企業均是梅菲斯特旗下的產業，為現今月雲（寶月子）的表哥。
山田（Yamada）
穿著黑色帽T的少年，喜歡玩電動，但真實身份是「霧隱修羅」，為調查燐所做的偽裝。

### 驅魔塾講師
霧隱修羅（Kirigakure Shura）
配音：佐藤利奈（日本）；傅其慧（台灣）；曾秀清（香港）
實際年齡為27歲的女性，但本人戲稱（永遠的）18歳。生日8月8日。血型O型，身高169公分。
興趣及專長是腳底按摩及岩盤浴，被動物討厭。喜歡之物為所有酒類、韓式生拌牛肉、居酒屋的所有料理。
擁有（F）cup巨乳，驕傲或愉悅時會發出「喵哈哈哈」的笑聲（日语：ニャーハッハッハ）。
為上一級的女驅魔師，也是燐的導師，同樣也為藤本的弟子。持有騎士、手騎士、醫工騎士、詠唱騎士四個稱號。胸口有著「八俁遠呂」的桃紅色刺青，並一直連到腹部，使用招式時都會從刺青中拔出魔劍。時常保持爽朗活潑，但會惹人不快。對於本身的工作無憂無慮。飲醉跟睡過頭已經是司空見慣。
本應為正十字騎士團本部為了對日本支部的調查而受差遺，偽裝後以候補生「山田」的身份潛入私塾調查關於日本支部隱藏什麼（即燐的事）。與亞麥依蒙接觸後說明本尊，開始了在師塾執教的工作。教授科目是魔法圓‧印章術以及劍術。除此之外她也是霧隱流的女忍者。
先祖是背叛了伊賀流的叛忍霧隱辰子，在逃亡的過程中遇見了日本東北三湖傳說中的，龍神八郎太郎大神-八歧大蛇「八郎」，與其訂下契約交換力量及魔劍，代價是於30歲以前必須生下一子交付由八郎撫養，至修羅為止，從前的每一代均於30歲前產下孩子──和霧隱辰子相同容貌的孩子，然後就此死去。
從懂事起就沒有見過母親，在八郎的教導下只懂得劍術鍛煉與殺戮，數次打著鍛煉劍術的名號下山偷竊，因而造就了當地山姥的傳說。之後藤本把她從黑暗的深淵中拯救出來並且給予名字「霧隱修羅」，也應藤本要求教燐學會使用降魔劍。後來出於藤本不辭而別，拋棄了她的嫉恨，命令她查出的任何關於撒旦的東西，替藤本收拾亂子。但因燐保證會成為聖騎士以證明藤本的犧牲沒有白費，而饒過了燐，繼而成為他的導師，也認識雪男。漫畫首次登場時，她使亞麥依蒙跟當時累透了的燐的戰鬥告吹。
原先打算與八郎一同沉睡於湖底，但是在燐和雪男的拼命相救下，回想起了過去獅郎和自己所說的「好好活下去就可以了」，在雪男遭受攻擊且八郎威脅要就此殺了他們的時候下定決心斬斷與八郎間的所有羈絆，不再為過去所困，大步迎向未來。
- 魔劍「斬蛇」

詠唱出「八歧食姬，力斬妖蛇」後，從胸口的刺青拔出一把以紫色為底、上面附帶有數顆綠色橢圓狀圖案的魔劍。在斬斷與八郎的契約後失去所有的力量，但仍可以憑藉著讓其他的惡魔加以憑依來作為自身全新的力量。
- 霧隱流魔劍技

使用魔劍「斬蛇」所使出的劍技，威力強大。
- 蛇牙

連續斬出高速的劍擊波，劃破空氣的同時撕裂對方，威力強大足以輕鬆斬破堅硬牢房的牆壁。這招不必直接以劍接觸對方，能從遠距離直接攻擊。
- 虛崩

將劍平放在前方，並藉此在周圍產生出複數的蛇之幻影向前攻擊目標。這招似乎不具有攻擊力，但是能夠弄熄燐的火燄。在動畫23集中也能活用這招來製造出蛇之分身藉此吸引對手的注意力。
- 蛇腹化

將自己的血塗在劍上後使魔劍巨大並且尖銳化，而劍上的刀刃會變成兩個，藉此提升攻擊目標的斬擊威力。
- 蛇腹化‧蛇牙

蛇牙的強化版，速度以及威力都大幅提升。斬出來的斬擊波也會變成紫色的突刺衝擊波。
- 霧隱流魔奧義

使用魔劍「斬蛇」所使出的奧義之劍技，為修拉眾多使用的劍技中被稱之為最強。
- 蛇腹化‧百蛇抄

於動畫24集出現的招式。先將自己的血塗在劍上後使魔劍巨大並且尖銳化，跟蛇腹化不同的是這招會使得刀刃變成5個，劍上的橢圓狀圖案也會覺醒變成蛇之眼。下一步瞬間斬向對手的瞬間，揮出的巨大突刺衝擊波會變成數百條蛇之幻影纏住對方，直到絞死對方為止。
依格爾·涅高斯（Igor Noihaus）
配音：置鮎龍太郎（日本）；李世揚（台灣）；潘文柏（香港）
39歲，11月13日出生，身高182公分，體重70公斤，血型為AB型。拿手的技術為撲克牌接龍及拼圖遊戲。愛好啤酒及德國酸菜。
驅魔塾的男講師，上一級驅魔師。獲得手騎士、醫工騎士、詠唱騎士的稱號。左眼帶著眼罩，兩臂刻有魔法陣似乎有10條備用的同類型眼罩。的刺青。以巨大的圓規作為武器。曾征服許多屍體（食屍鬼系）。
是「青色之夜」中的倖存者之一，被撒旦憑依時失去左眼，甚至連家族也失去。從此憎恨包括撒旦在內的悪魔和身為撒旦之子的燐。對梅菲斯特十分忠心。雖然襲擊燐但以失敗告終。塾內執教印章術及魔法陣，可是現正接受停職處分。之後回到了被封存的第十三號研究所，在帶走了其中的一些東西後再次消失，而且就雷光所說，他已違反了莫利納斯的契約書將不久於世。
動畫中在停職後回到位於波蘭的研究所，卻見到了不知被誰以復活儀式復活原已死亡的妻子，雖明白自己妻子的軀體已被惡魔附身，但仍不忍心讓他步向死亡，最後與妻子一同消失在詩繪美家庭院中由綠男們所創造出來的巨大植物球體中。
椿薰（Tsubaki Kaoru）
配音：大黑和廣（日本）；李世揚（台灣）；招世亮（香港）
驅魔塾的男講師，為中級驅魔師，負責教授體育，實技技巧。
湯之川進（Yunokawa Susumu）
配音：西健亮（日本）；梁興昌（台灣）；黃啟昌（香港）
驅魔塾的男講師，有著天然捲的頭髮跟戴眼鏡，獲得醫工騎士的稱號，教授有關魔障的課程。
足立輝總（Adachi Terufusa）
配音：小山武宏（日本）；李世揚（台灣）；陳永信（香港）
驅魔塾的男講師，負責教授惡魔歷史學，是個戴眼鏡禿頭的老人。
佐藤慎一（Sato Shinichi）
配音：武田幸史（日本）；陳幼文（台灣）；潘文柏（香港）
驅魔塾的男講師，隸屬於「情報管理部」，眼睛很小。
安吉琳·牧（Anjerinu Maki）
配音：雪路（日本）；傅其慧（台灣）；雷碧娜（香港）
驅魔塾的女講師，聖書：経典暗唱術担当。

### 正十字騎士團
藤本獅郎（Fujimoto Shiro）
配音：藤原啟治〈S1〉→平田廣明〈S2起〉／浪川大輔〈青年〉（日本）；梁興昌（台灣）；朱子聰／陳廷軒〈青年〉（香港）
已故，享年51歲。5月10日出生，血型AB型，身高177公分，體重62公斤。愛收集色情刊物，無論什麼時候都能立即睡著，愛吃雜燴，尤其是蘿蔔。
燐和雪男的養父兼監護人。南十字修道院的神父。正十字騎士團日本分部所屬的上一級驅魔師，授勳「聖騎士」稱號，更被譽為當今世上最強的驅魔師和歷任最強的聖騎士。曾任驅魔塾惡魔藥學一年級的講師。獲得所有騎士資格認證，並持有醫生執照。在戰鬥中主要以槍械作為武器。是許多日本分部的驅魔師所尊崇的對象。
曾經是世界上唯一一個可以抵禦撒旦附身的人，其身體是撒旦一直覬覦的目標。過去15年，以強韌的精神力和意志多番擊退撒旦。受到燐的說話「別裝出一副父親的模樣」所衝撃，使撒旦有機可乘而奪走軀體。在虛無界之門被召喚出來後，及時回復自我意識，以自殺中止撒旦的憑依。
霧隱修羅的恩人及師父。生前除了將燐託付給「友人」梅菲斯特·菲尼斯，亦曾拜託修羅在自己遭遇任何不測後，代為教導燐適當地發揮「俱利伽羅」的力量。
在過去篇中透露其實際是由虚无界第三权力者亞瑟塞爾基因複製而成的實驗體之一，童年時與其他實驗體不同，質疑痛恨自己的命運，數度成功逃出十三號設施。被抓回的獅郎引起了梅菲斯特的興趣，二人作交易，梅菲斯特以「只要獅郎曾有一次屈服於惡魔，就必須答應自己一個要求」為條件，把獅郎推薦為候補生。
年輕時是個帥哥，生活放盪而且個性自我，但在尤莉的照顧和與眾人的交往中逐漸轉變。尤莉産子之後，三賢者認為尤莉應以死杜絕撒旦的執念，但獅郎選擇威脅三賢者及在場眾人，並藉此帶著尤莉和雙胞胎在風雪中逃亡，並對尤莉說「以後我們一起生活吧」，然而尤莉産後已十分虛弱，最終在雪地死在獅郎懷中。獅郎對着已死去的尤莉稱在第一次相遇已喜歡上對方，然而一直沒能說出口，崩潰大哭後一度失去生存意志。
把雙胞胎帶回騎士團交給梅菲斯特後，梅菲斯特要求獅郎兌現承諾，因為獅郎拯救作為惡魔之子的雙胞胎，便已屈服於惡魔，獅郎答應「成為聖騎士，並養育雙胞胎成為抵抗撒旦的武器」。
梅菲斯特·菲雷斯（Mephisto Pheles）
配音：神谷浩史（日本）；李世揚（台灣）；葉振聲（香港）
年齡不詳。身高195公分，體重74公斤。
正十字騎士團的正十字學園的理事長，曾自報姓名為「約翰·浮士德五世」。跟藤本是好友。藤本死後被命令要除掉燐，但後來卻接受燐的反建議，讓他進入正十字學園。曾提及自己為最強級別「聖騎士」，其實是較低二級別的「名譽騎士」。
居住在正十字學園頂端的豪宅裡，而且從他的房間可以看出他有多麼熱愛次文化。愛吃垃圾食物和「魔笛家」的香辣豬骨味噌泡麵，興趣包括電影、漫畫、動畫、遊戲、音樂、玩具等次文化。
故事中多次強調梅菲斯特與他的兄弟亞麥依蒙同樣為撒旦的兒子。曾跟燐透露自己的真實身分是八侯王中的「時王 薩麥爾」（虚无界第二权力者），能夠掌管時間與空間甚至是預言未來的能力，還擁有獨一無二能變成蘇格蘭獵犬的特殊能力。过去篇第250代圣骑士アベル・フランケン（CV：鹤冈聪）曾经是他基因复制而成的实验体。
「梅菲斯特·菲雷斯」這名字顯然語帶雙關，跟聲名狼藉的惡魔梅菲斯托費勒斯非常近似。被塑造為一個有錢人多於有認知的人，但當花費於其他人身上就會變得粗劣。愛稱呼物質界為「愉快的玩具箱」，經常在找尋樂趣。讓高級惡魔在有結界遮蔽的校園出現，跟他不無關連。為了打敗光之王路西法，强行給予後補生們試練。使用能力時會說德語的「1、2、3（Eins, Zwei, Drei）」。
亞瑟·奧古斯都·安潔爾（Arthur Auguste Angel）
配音：小野大輔（日本）；陳幼文（台灣）；李致林（香港）
30歲，12月1日出生，身高185公分，體重79公斤，血型為B型。有英國與法國的混血。興趣是喝紅酒、品嘗美食以及欣賞歌劇魅影音樂劇。一天平均睡眠時間6小時。喜歡的食物是法式料理。喜歡的異性類型是品格、德行兼備的淑女。個性是開不起玩笑、尊重女性、一旦認定對方是敵人的話絕對不饒赦。
正十字騎士團梵蒂岡本部執勤的上一級驅魔師。特徵是留著金色長髮，藍色雙眼的男子，現被委任為聖騎士，修拉的直屬上司。有聖人的臉孔，但對惡魔則毫不寬恕。曾審問菲雷斯，更捕獲燐作為證據，主張把燐殺死。實際上是由十三號設施中誕生的實驗體之一，由虚无界第一权力者路西法的基因複製而成，但失去了相關的記憶。
持有魔劍王者之劍（カリバーン，即）。統率部隊「聖天使團（Angelic Legion）」。
動畫版中其聖騎士職位被雪男所取代。
魔劍「王者之劍」（配音：東山奈央（日本）；傅其慧（台灣）；張頌欣（香港））
亞瑟·A·安潔爾持有的魔劍。又名卡力班（Caliburn），石中劍，為亞瑟王所持寶劍。會說話，但好像是人妖。
- 招式「黃道十二宮之鞭」

藉由全身發出金光來使自己持劍向前突進攻擊。
- 招式「聖天使光波斬」

安潔爾以自己的頭髮當成祭品給魔劍「王者之劍」，使出此招擊退不淨姬。
鷺英·萊特（雷霆）（Ruin Rite（lighting））
配音：关智一
34歲男性，2月24日出生，身高177公分，體重60公斤，血型為AB型。美國人。
正十字騎士團的上一級驅魔師。獲得騎士、手騎士、手騎士二種、龍騎士、醫工騎士、詠唱騎士的稱號。興趣是研究惡魔。一天平均睡眠時間8小時。喜歡的食物是漢堡和薯條。喜歡的異性類型是大臀部的女性。因為討厭洗澡，一個星期沒洗澡也是常有的事。討厭打掃。愛挖苦別人的諷刺家。
被稱為「詠唱召喚儀式的達人」，可以召喚強大的使魔的樣子，能不必詠唱致死節便能壓制或消滅惡魔。聖天使團的一員，前聖騎士候補人選之一，擅長策略。
于漫畫86話中發現不用完整吟唱就可以自由指揮氣王眷屬。與氣王關係匪淺，稱氣之王為「爺爺」。
三賢者
正十字騎士團的最高顧問，隱藏真面目的三人。三人實際是願意幫助人類的氣之王亞瑟塞爾及「雙皇」：「創造皇」及「虛無皇」。平日代替「雙皇」開會的是其人類後代「巨人」，而亞瑟塞爾因放棄尋找新的肉體憑依，亦沒留下後代，平日代替他開會是他的守門老頭。原型應為東方三博士。
卡斯帕（Casper）
配音：甲斐田裕子（日本）；傅其慧〈第1季〉／錢欣郁〈第2季〉（台灣）；林丹鳳（香港）
巴爾薩澤（Balthasar）
配音：保村真（日本）；陳幼文〈第1季〉／梁興昌〈第2季〉（台灣）；張錦江（香港）
梅爾基奧爾（Melchior）
配音：丸山詠二（日本）；李景唐（台灣）；黃子敬（香港）
堤摩鐵·堤摩汪（Timothée Timowan）
配音：中博史（日本）；何志威（台灣）；陳永信（香港）
騎士團法執行部長，執行馬菲斯圖的懲戒審訊。
布魯基紐（Bourguignon）
配音：飯島肇（日本）；何志威（台灣）
亞瑟的部下，是個光頭戴著眼鏡的驅魔師。

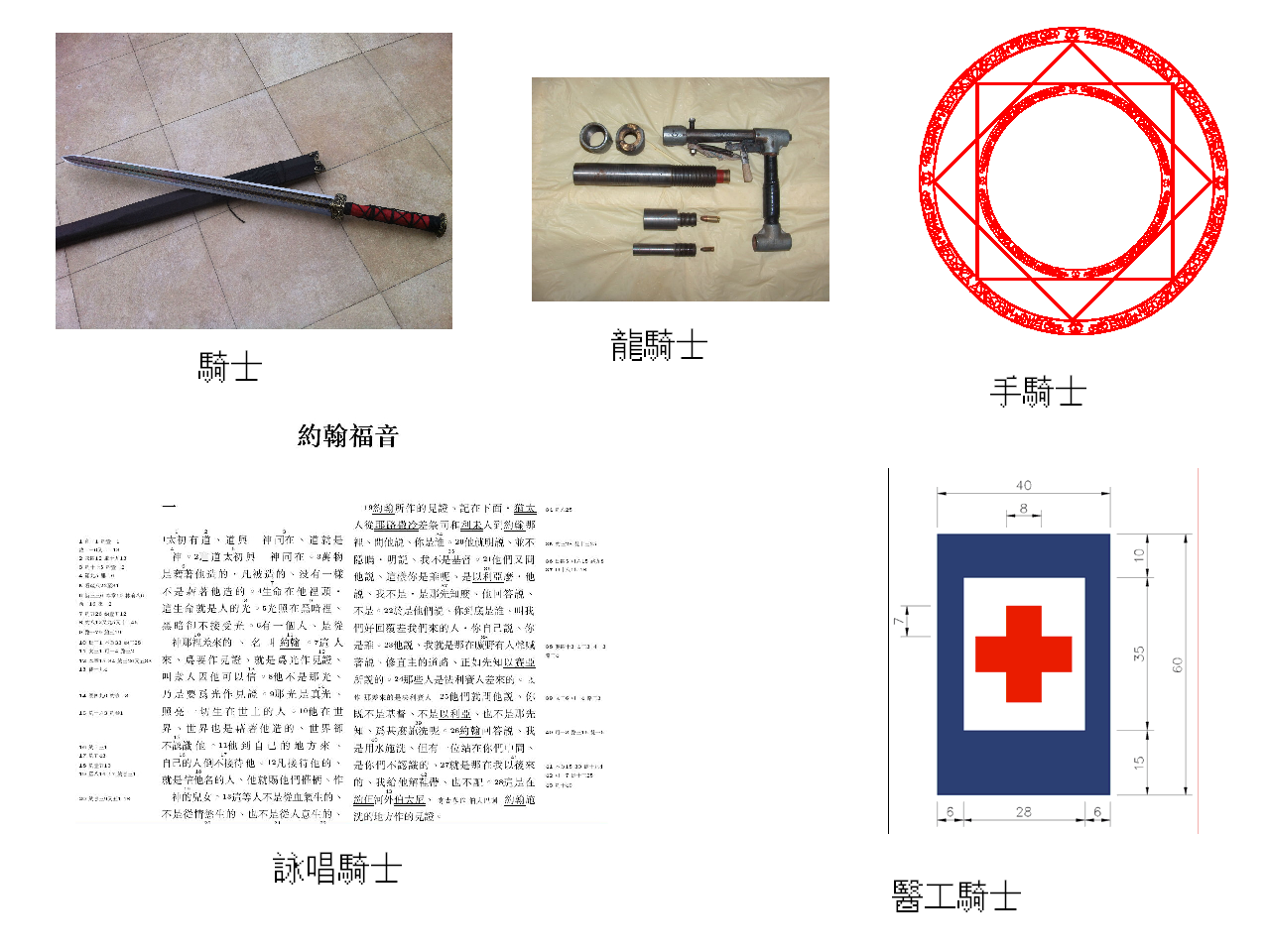
各稱號主要的攻擊方式

尤莉·弗雷德里克·艾金（Visible anchor，Yuri Frederik Egin）
配音：林原惠（日本）；傅其慧（台灣）；陳皓宜（香港）
燐和雪男的母親。在過去篇中登場，父失蹤，母亡，自童年時就能看見代表撒旦的磷火，並能跟磷火遊玩。後收養其的三個流浪者在一場大火中死亡(事後證實是磷火（撒旦）所為)，流落街頭時誤闖獅郎搭建的住所，被追捕獅郎的驅魔師們發現擁有看見惡魔的才能，並帶回驅魔塾收養及進行驅魔師訓練，順利成為驅魔師。十六歲時親吻獅郎並對其告白，被臉紅的獅郎以年紀太小拒絕。
25歲時初次與磷火（撒旦）附依的人類見面，而成了他的監護人之一。在撒旦逃走數年又回歸後並佔據、挾持了人質時，尤莉為了幫助肉體即將崩潰的撒旦而回到研究所，打算和他拋下一切度過餘生，卻遭到騎士團圍捕被逮，但此時已發現她懷有身孕，但因為胎兒強大的力量無法除魔，只能等待孩子生下。在長子出生時便已失去大多數的體力，後來在獅郎的鼓勵下拚死將次子生下，並與獅郎一同逃亡，途中還吐槽獅郎真的很喜歡秘密基地，最終透支生命的她死在了獅郎的懷中，臨終前給予兩個孩子燐與雪男這兩個名字，死後靈魂落入虛無界並來到成為了扭曲形體的撒旦的面前，然而沒能與其達成對話便被青之炎所焚燒，最終下落不明。
動畫版中與撒旦生下他們後死亡。原為下二級驅魔師。對藍色的火焰有抗性，所以能接受撒旦附身。因與惡魔一起生活被稱為「森林中的魔女、被惡魔迷惑的女人」。後來因有撒旦的兒子，要被判處死刑。撒旦為救尤莉，到處找尋能成為容器的人類，因此發生「青色之夜」事件。
原創動畫中，在最後撒旦被奧村兩兄弟擊敗後與祂說：「你太操之過急了，我們兩人選擇的道路是對還是錯，那兩個孩子將會替我們確認的」。表示尤莉與撒旦其實是真心相愛的。
木下
配音：小岩井小鳥（日本）；錢欣郁（台灣）
騎士團團員。
達札姆·馬哈魯
左眼奪還部隊隊長，稱號為騎士。
切爾西·安普萊碧
左眼奪還部隊隊員，稱號為騎士，粉髮少女。
齊鄉
左眼奪還部隊隊員。
三菱
左眼奪還部隊隊員。
阿贝尔・弗兰肯
配音：鹤冈聪（日本）
第250代圣骑士。狮郎之前的圣骑士。在蓝色闪电作战中，手持焚木剑想要消灭撒旦的幼崽，但没能破坏心脏，拿剑的右手被烧尽而身负重伤。建议在最深处半永久地继续杀死心脏被封印的燐，但之后被撒旦附身坚持几分钟后才死。从最后的话语来看，似乎是时王萨麦尔的克隆体。

### 正十字學園
朴朔子（Noriko Paku）
配音：高梁碧（日本）；傅其慧（台灣）；余欣沛（香港）
16歲，生日5月21日，B型，身高159公分，體重47公斤。
聲音很小，我行我素。興趣是閱讀古典小說、尋找氣氛好的咖啡廳或店家。出雲的好友，小時候跟出雲唸同一所小學，是當時唯一不害怕出雲力量的人而和她說話，因此出雲非常重視她。雖然完全沒有成為驅魔師的天份，但還是陪著出雲一同到驅魔師塾學習，曾被食屍鬼襲擊。之後跟出雲把話講開後便離開塾回歸普通人的生活，但還是與燐等人保持往來。由於是出雲少數願意敞開心房的對象，因此也是最了解她的人。和出雲獨處時，偶爾會跳奇怪的舞嚇她。
醍醐院誠
配音：土岐隼一（日本）
燐在高中部的同班同學，是市議員的兒子。沒受過魔障卻突然能看的見惡魔，同時發現燐的真身，一開始不能釋懷，但在接受後成為燐的朋友。

### 明陀宗

#### 勝呂家
勝呂達磨（Suguro Tatsuma）
配音：稻垣隆史→浦山迅〈京都不淨王篇〉／野瀨育二〈青年時期〉（日本）；陳幼文（台灣）；陳永信／陳卓智〈青年〉（香港）
明陀宗首領。第17代座主、僧位為大僧正。雖然實力強大但沒有任何驅魔師的稱號。龍士的父親。
17年前在因緣際會下與藤本結識，並受其幫助救了自己當時正懷孕著的妻子虎子，所以信賴對方而將明陀宗的神體·降魔劍「俱利伽羅」託付給他。於「藍夜」當日得知明陀宗只有座主才能得知的祕密後，繼承了座主代代相傳的使魔·伽樓羅和有關不淨王的知識，於是決心在自己這一代就將不淨王徹底消滅，並開始疏遠親人與明陀宗成員。
因為藤堂的謀劃使不淨王復活，為了阻止事態惡化而打算使用劫波焰，卻被藤堂趁隙重傷。幸虧在伽樓羅的應急處理下撿回一命，並在不得以的情況下將伽樓羅傳承給兒子龍士。於不淨明王事件結束後，放下心中枷鎖的他決定要留在虎子身邊一起幫忙經營旅館，同時暗中和其他驅魔師一起研究重新召喚伽樓羅的方法，釋放被藤堂三郎太吞食的伽樓羅。
勝呂虎子
配音：進藤尚美（日本）；錢欣郁（台灣）；沈小蘭（香港）
龍士的母親，虎屋旅館的老闆娘，在登場前燐曾想像是類似像胖虎媽媽般的類型，然而實際上卻是一位和服美人。

#### 志摩家
志摩八百造（Shima Yaozō）
配音：田中秀幸（日本）；李景唐（台灣）；張錦江（香港）
京都事務所所長，上一級佛教系驅魔師，取得稱號有騎士、詠唱騎士，僧位為僧正。廉造的父親，包含廉造在內共有孩子五男二女，廉造是兒子裡最小的。負責守護不浄冥王的右眼。
志摩矛造
志摩家長子，廉造的哥哥。能夠召喚明王等級的使魔夜魔徳，在青之夜為保護廉造而犧牲。
志摩柔造（Shima Jūzō）
配音：小西克幸（日本）；李世揚（台灣）；關令翹（香港）
年齡：25歲／生日2月5日／血型O型／身高178cm／體重70kg／興趣：登山、攀岩／喜歡的音樂：金造的樂團音樂。
志摩家次子。京都事務所驅魔一番隊隊長，上二級佛教系驅魔師，得稱號有騎士、詠唱騎士。志摩家下任當主的候補，和寶生蝮是死對頭的青梅竹馬。
不淨明王事件結束後，公開與蝮結婚的消息（生米煮成熟飯過了），對蝮求婚並表示是認真的，並不在意蝮失去右眼並且被奪走稱號開除出團一事。於90話正式舉行結婚儀式跟蝮成婚。
志摩剛造
志摩家三子，廉造的哥哥。於漫畫第90話登場，身形高大。
志摩金造（Kinzō Shima）
配音：谷山紀章（日本）；何志威（台灣）；陳灝瑋（香港）
年齡：20歲／生日：11月17日／血型：O型／身高：175cm／體重：60kg／興趣：組樂團、津軽三味線。
八志摩家四子，廉造的哥哥。京都事務所警邏二番隊隊員。中二級佛教系驅魔師。取得稱號有騎士、詠唱騎士。特徵是金髮、耳朵兩邊的頭髮夾了許多髮夾。
志摩盾
志摩家長女，廉造的姊姊。於漫畫第90話登場，已婚。
志摩弓
志摩家么女，廉造的妹妹。於漫畫第90話登場，喜歡三輪子貓丸。

#### 寶生家
寶生蟒（Hōjo Uwabami）
配音：寺杣昌紀（日本）；李世揚（台灣）；劉昭文（香港）
京都事務所深部部長，上一級佛教系驅魔師，僧位為僧正。頭頂上左腦勺有蟒蛇的刺青。一直擔心著自家長女會嫁不出去，而在柔造求娶並把話都說開後就乾脆地將長女託付給了柔造。
寶生蝮（Hōjo Mamushi）
配音：M・A・O（日本）；錢欣郁（台灣）；魏惠娥（香港）
年齡：24歲／生日：6月4日／血型：A型／身高：164cm／體重：48kg。
寶生家長女。京都事務所深部一番隊隊長，中一級佛教系驅魔師，取得稱號有手騎士、詠唱騎士。跟柔造是死對頭的青梅竹馬。很喜歡蛇。
自從明陀宗被正十字騎士團收編以來，對達磨的行動抱有很大的懷疑，知道「不淨冥王的眼睛」的存在後，開始獨自調查梅菲斯特和達磨的秘密。還在正十字學園當塾生時被藤堂三郎太所欺騙，幫助藤堂偷出「不淨冥王的右眼」，並將「右眼」裝戴在自己的右眼上運出明陀宗，深信藤堂會將「不淨冥王的右眼封印在安全的地方」，自身也因為瘴氣的侵蝕入體而受傷並且失去了右眼。
不淨明王事件結束後，被柔造求婚，起初以「我是罪人之身，結婚甚麼的不被允許」想要拒絕，但柔造表示可以把與他結婚當作懲罰，蝮以「我才沒你想得那麼簡單……而且我也不覺得是懲罰」這句話透露喜歡柔造。後其父蟒答應蝮與柔造的婚事，不過在這之後性格似乎變得比以往更兇悍了。於90話正式舉行結婚儀式跟柔造成婚。
寶生錦（Hōjo Nishiki）
配音：松本幸（日本）；錢欣郁（台灣）
寶生家次女，蝮的妹妹。守護京都事務所的深部。對於長姐有一份很深的憧憬，在得知長姐要嫁給柔造後忍不住悲鳴。
寶生青（Hōjo Ao）
配音：西村麻彌（日本）；傅其慧（台灣）
寶生家三女，蝮的妹妹。守護京都事務所的深部。對於長姐有一份很深的憧憬，在得知長姐要嫁給柔造後忍不住悲鳴。

### 啟明結社
路西法（Lucifer）
配音：内山昂辉
青焰魔撒旦的長子，「八候王」之一，「光之王」。身為虛無界最高統帥，似乎感染不明的疾病──與其說是疾病，不如說類似於強制附身在契合度不夠的人身上導致肉身會逐漸腐敗──因此外出時必須戴上面罩。自稱惟有「將物質界和虛無結合而為一，回歸到光明與黑暗誕生之前的虛無」世界才能迎向真正的和平（將世界整個毀滅一次之後再重新創造）。
受到啟明結社「Illuminati」的景仰，跟弟弟梅菲斯特有著異常微妙的關係，是少數他所警惕的人物之一。 因為計畫需要神木出雲而將她強行擄走。
是過去引發青色之夜的元凶之一（外人不知），在回歸虛無界後與梅菲斯特一前一後來到了持有著扭曲形體的撒旦面前，並承諾會培育出一個足以讓撒旦完全憑依的身體，並於物質界徹底的支配了整個啟明結社。
藤堂三郎太（Tōdo Saburōta）
配音：山路和弘／諏訪部順一〈青年時〉（日本）；李世揚（台灣）；李錦綸（香港）
55歳，10月10日出生，身長170公分。體重71公斤，B型血型。善於踏腳找尋日本各地的日本酒。愛以美味的蕎麥麵條及一杯日本酒渡過假期。
日本分部前任最深部部長。5聖十字騎士團的原本講師兼上二級驅魔師，出生自世世代代盛產驅魔師的名門「藤堂家」。獲得的稱號是手騎士，醫工騎士，詠唱騎士。曾教授志摩柔造和寶生蝮「魔法圓‧印章術」。
偷不淨王的右眼與左眼並將其復活，並吞噬迦樓羅。在秘密回收惡魔八郎的過程中出現，貌似已經能夠完整掌控迦樓羅的力量。現在則被奪去驅魔師的稱號並且遭到全球通緝。而「藤堂家」的其他成員也因他和他女兒的背叛被奪去驅魔師的稱號並被軟禁。
在漫畫第111話透露自己已加入啟明結社16年，並將「成為被選中的人」，即自願自殺，將肉身變成聖水，使用於培養路西法和撒旦的克隆體。
外道院·米迦勒
配音：檜山修之
啟明結社的瘋狂科學家，身材矮小肥胖且性格卑劣，將出雲的母親玉雲折磨得不成人形。更藉此研究出了許許多多的不死屍人，稱其為引以為傲的部隊。對於路西斐爾有著莫名的崇敬與妄想。本身是少數接受了不死藥試驗後活下來的人，透過被選擇者的假面惡魔化，之後被出雲擊敗，核心則被志摩廉造帶走。最後因行事專斷而被路西法肅清，只剩下一撮頭髮。
藤堂譽
配音：潘惠美
志摩的上司。官階為大達人，為光之王路西法親衛隊金之星的隊長，同樣出身於「藤堂家」，是藤堂三郎太的女兒。戴著眼鏡，黑髮中挑染著金髮的女性，性格沉著冷靜，和外道院不和。
吉田瑪利亞
5年前隸屬啟明結社的女性隊員，溫柔安穩的性格使其成為組織內出雲唯一的隊友。因為看不過外道院的非人道試驗，秘密的將月雲送出，本來打算盜取外道院的實驗資料任何和出雲一起逃跑，但是因為出雲沒有聽從指示打算自己逃走被抓住，向外道院乞求對方放過自己，但是最終還是被外道院注射實驗藥品，痛苦的死去。

### 其他角色
白鳥零二（Reiji Shiratori）
配音：伊藤健太郎（日本）；李世揚（台灣）；周良鴻（香港）
不良少年的首領。在燐去面試的途中，以被惡魔「腐王」亞斯塔洛附身的形態襲擊了燐，被藤本神父打敗。家庭不和，在最後之戰中自願被惡魔(又是「腐王」亞斯塔洛)附身，以圖獲得父親的關注。
奧村（Okumura）
前驅魔師，也是養育尤莉·弗雷德里克·艾金的流浪者之一，最後被試圖附依他身體的磷火（撒旦）附依，為了保護尤莉而選擇則自盡。之後藤本獅郎在想燐和雪男的姓氏時，決定用他的姓氏。

#### 驅魔屋
詩繪美的媽媽（Shiemi's Mother）
配音：唐澤潤（日本）；傅其慧（台灣）；雷碧娜（香港）
杜山知繪美的母親，驅魔用品店「祓魔屋」的老闆娘。從詩繪美的祖母過世後就開始冷漠。雖然語氣較強硬，但是內心還是很關心詩繪美。實際是創造皇謝米哈薩與人結合後生産的後代「巨人」，在詩繪美的祖母之後擔任三賢者之一。
詩繪美的祖母
配音：松尾佳子（日本）；傅其慧（台灣）
暫代著母親的角色照顧年幼時期知繪美。精通花草知識，並教會詩繪美很多關於植物的知識和種植技巧，還有「天空之庭」的傳說。實際是創造皇謝米哈薩與人結合後生産的後代「巨人」，曾擔任三賢者之一，在青之夜被撒旦重傷左腳，自此退下三賢者之位，建立「祓魔屋」。之後以指導靈體的方式在「天空之庭」與詩繪美再會，於一年的時間裡使其大幅度的成長並接任「三賢人」的位子後含笑而逝。

#### 神木家
神木月雲
配音：遠藤璃菜
出雲的妹妹，在5年前被瑪利亞帶走，被寶生集團聯營公司寶電腦集團社長收養，現名字為「寶月子」，是寶義理上的表妹。在最後與出雲相見，但兩人分別時年僅3歲，現已忘記關於出雲的事情了。
神木玉雲
配音：大原沙耶香
出雲和月雲的母親，稻神家分支—神木家第六十四代宮司。與本家的當家稻神宗爾生有出雲和月雲，但沒有正式的名分。
有著開朗的性格，十分的孩子氣，癡戀情人稻神宗爾，且視兩名孩子為寶貝。然而因宗爾不想對女兒負責，說出不願接受兩個孩子的話，而令其情緒不穩，成為九尾的可趁之機。因在情緒不穩的狀態下進行神降而被九尾附身，暴走殺害稻神宗爾在內的數位稻神家人士，甚至攻擊出雲和月雲。出雲在病急亂投醫的狀況下求助啟明結社，導致母女三人皆被啟明結社俘獲，五年間一直進行非人道實驗。
最後為了救被九尾附身的出雲，再次使用神木家的神樂舞將九尾拉入自己體內，讓九尾隨著時日無多的自己一同死去。死前為成功保護了出雲而滿足，並對她已能有許多同伴而感到欣慰，最終安詳地死去。

### 惡魔

#### 魔神
撒旦（青焰魔、魔神）
配音：鈴木達央
天主教和基督教中的撒旦。
虛無界之王，又名「魔神」。相傳是惡魔們的創世主。最大的特徵是全身散發出藍色的火燄，這種火焰是撒旦所獨有的。由於力量過於強大，在物質界裡沒有東西可以承受撒旦附身，所以被其附身的物體很快就會被破壞。連最強的驅魔師被撒旦附身，頂多也只能維持10分鐘。持有一把柯爾特M1905半自動手槍。
本身意識的誕生遠遜於八侯王之後，本市於人間界角落莫名閃爍著的燐火，隨著與尤莉的對話與渴望而逐漸壯大，最終開始尋找可附身的軀殼，然後在惡魔們以收容所為掩護下所創造的不死藥複製人研究中獲得了最初的肉身。
收容所原始的目的是要創造出能提供給八侯王們不會崩壞腐爛的肉身，原本是為了光王路西法準備的肉身，然而這個複製人卻成了撒旦的依憑對象，覺醒了自我與意志，之後便發生了“青之夜”的慘劇。
第一季尾原創動畫中在最後被奧村兄弟擊敗後，表現出情緒低落，與尤莉說:尤莉，真抱歉，我沒能實現你的夢想。但尤莉只回答:你太操之過急了，我們兩人選擇的道路是對還是錯，那兩個孩子將會替我們確認的。表示祂與尤莉其實是真心相愛的。
雙星
創造皇：謝米哈薩
虛無皇：亞姆馬哈爾

#### 八候王
路西法（光明天）
「光之王」，虛無界第一權力者。
薩麥爾（砂漏天）
「時之王」，虛無界第二權力者。是猶太教的撒旦。
亞瑟塞爾
「氣之王」，虛無界第三權力者，跟騎士團同一陣線，成為三賢者之一。被鷺英·萊特（雷霆）稱呼為「爺爺」的存在。接受自己肉體衰敗的事實，放棄尋找新的肉體憑依，僅剩殘缺的身體位于本部地下賢者之門後的暴風中心。據鹭英所說他童年時還能説話。
伊布力斯
「火之王」，與路西法同一陣線。伊布力斯是伊斯蘭教的撒旦。
艾君
「水之王」，路西法空中研究室的首腦。不知為何身穿一身鯊魚裝，畏畏縮縮且害羞。喜歡黏著身為兄長的路西法。
亞斯塔洛
「腐之王」，與路西法同一陣線，所羅門七十二柱魔神中排第29位的魔神。
亞麥依蒙（甘毳）（Amaimon）
配音：柿原徹也（日本）；傅其慧、何志威（劇場版）（台灣）；黃啟昌（香港）
「地之王」，虛無界第七權力者。上級惡魔，統治大地相關之惡魔的首領，具備引發地震的能力。隨著時代、國家、信仰的不同，對於他的稱呼有時會相差甚遠。有些地區甚至將其視為神明崇拜。
人類型態的他有著綠色的尖髮，披著一件破爛的披風。目前附身在男性人類的身體（已經1000年，86話證實已更換身體），融入物質界的生活，也是八侯王中唯一得到全新的附身體的惡魔。在過去篇中，證實目前的身體是時之王薩麥爾（梅菲斯特）基因複製而成的實驗體之一。
曾因憤怒導致大地陷入長期的荒蕪，最終被謝米哈薩所封印，但謝米哈薩因憐憫而使其保留下自我，代價是必須成為僕人，代代服侍謝米哈薩及其後裔的繼承人。
有一個名叫「貝西摩斯（聲：西健亮）」的寵物。
稱呼梅菲斯特為「兄長」，對燐很有興趣。從梅菲斯特那裡得到無限之鑰，可以在虛無界和物質界自由通行。動畫中被燐擊敗後以倉鼠的型態住在梅菲斯特的空中豪宅內。後來以正十字學員「阿布煞羅斯·菲雷斯」的身份入學。
別西卜
「蟲之王」。第130話登場，是驅魔師雜牌集團的一員，自認在八候王中能力最弱。梅菲斯特非常喜歡其可愛的外表。

#### 眷屬
不淨王
約150年前、出現在日本的江戶時代後期的上級惡魔，是腐王亞斯塔洛的寵物。散播傳染病和熱病殺死四萬多人的惡魔。不淨王的兩隻眼睛（「左眼」和「右眼」）是一個名為「不角」的僧侶在討伐不淨王後作為殺死祂的證據所挖出來的，就算只是眼睛也帶有強大的瘴氣，是非常危險的物品。
「左眼」在正十字騎士團日本支部最深部，「右眼」被封印在京都事務所（京都出張所）深部。傳說「左眼」和「右眼」被集合在一起時會產生更強大的瘴氣。其實當年不角沒有辦法完全殺死不淨王，只有將其封印在金剛深山不動峯寺的降魔堂中，後被藤堂三郎太得到「左眼」和「右眼」將被封印的不淨王喚醒。
雖身為上級惡魔，但不淨王本身並沒有任何的智慧，只懂得不斷的繁殖與殺戮，而且只要心臟沒有被破壞且還有一點點的菌絲就可以在短時間內迅速的再生。最後被燐借助烏樞沙摩之力以「火生三昧」殲滅。
八郎太郎大神
配音：高橋英則
超上級惡魔。是從太古就一直存在的白鱗紅眼的八岐大蛇，貌似皇帶魚，本身擁有著地、水、氣三種屬性及不死的特性。擁有召喚冰雪的能力，憤怒之時甚至可以在周遭區域颳起巨大的暴風雪（只是本身並不擅長使用這種能力）。
在漫長的歲月中已可化為人形（本體已被封印，顯露在外的樣貌僅是由一絲絲外洩的力量所構築而成），化作人形時為一位年輕的白髮男子，臉上共有16只眼睛，雙臂能自由轉化為刀刃的型態，並擁有著透過凝視將人類轉化為擁有自我意識的傀儡的能力。因為漫長的生命對大多數事物都漠不關心，直至霧隱辰子出現在其面前並且向其揮刀之時心中才隱約出現了一絲興奮，看著這名女子燃燒生命所造就的光芒，從而產生了不知為愛還是感興趣的想法，與其訂下契約並且交付名為「牙」的魔劍，同時在每一代壽命即將終焉之時強制他們履行契約。
對於自身的不老不死感到相當的痛苦，只能看著自己所珍視的生命不斷的消逝卻無法一同離去，最終被燐以火焰焚盡，在不斷的重複再生和毀滅中自我的人格就此沉睡，化為了一條小蛇並被啟明結社捕獲作為不死藥的素體使用。
兔麻呂（Usa Maro）
時之眷屬，惡魔型態為擁有不明黑尾的兔子，人類型態則是小孩。在物質界長期流浪，曾受人類村莊收留與吃飯的恩情，為了回報而擅自吞食人們的記憶導致田地荒蕪村莊也即將毀滅，被封印時也難以理解自身到底犯下什麼錯。
因為意外導致封印被破壞，與正十字學園的大家相遇，再度犯下與過去相同的錯誤，被燐打醒後為拯救即將毀滅的正十字學園而將現有的整個空間與時間一併吞食，連同自己的存在也一併消滅。

#### 使魔
小黑（Kuro）
配音：高垣彩陽（日本）；傅其慧（台灣）；謝潔貞、雷碧娜〈第19集〉（香港）
燐的使魔，原藤本獅郎的使魔，兼任正十字學園南門的門衛。貓的惡魔「貓又」，其特徵為一分為二的尾巴，能夠巨大化。年齡為121歳。愛喝木天蓼酒。
過去作為地方守護神，跟人類一起生活超過幾百年的歷史，期間一直守護著蠶不受任何災害，因此被人類視為「蠶神」供奉於神社以表報答，但隨著養蠶日漸式微，而遭到人類遺忘和奪去居所使其惡魔化，最後由藤本獅郎所說服，事件得到平息後與之訂立使魔契約，並取名「小黑」。
在無意間得知主人獅郎的死訊後，一時無法接受而再次發狂搗亂，最後燐直接說出了小黑心中的思念緩解了牠的悲傷因而不再發狂，並成為他的使魔。原本有一顆大獠牙，是貓又的力量泉源，但後來被貓又群的老大拔掉。
泥泥（Nī-chan）
配音：東山奈央（日本）
詩繪美的使魔。「綠男」的幼生體。身體會變出各種藥草或植物，幫助詩繪美療傷病患。能呼應詩繪美的意念巨大化。
御饌津、保食
配音：井上剛、西健亮（日本）；何志威、李世揚（台灣）
出雲的使魔。兩隻稻荷狐神之一。脖子上的圍兜有著其名。
「御饌津」的特徵是眼睛張開，人形狀態下的武器為武士刀；「保食」的特徵是瞇瞇眼，人形狀態下的武器為弓。在出雲從啟明結社的實驗室逃跑時被志摩廉造以「夜魔德」的黑炎所毀滅，因不明原因重新復活（其實是封印），並且擁有著更強的力量。
迦樓羅
配音：村瀨步（日本）；錢欣郁（台灣）；鄧港文（香港）
被稱為「朱雀（スザク）」、「不死鳥（フェニックス）」的火屬性惡魔鳥，全身包圍著火焰，與明陀宗歷代座主簽訂契約守護秘密。古時候曾因本身強大的再生能力而受人類迫害，因此不喜歡人類，除了少數人類。在不淨王之役中，被藤堂三郎太吞食，強行附身在藤堂身上，也使藤堂年輕化。
火食之印
火粉之印
劫波焰
為打倒不淨王的招式，是將契約者從訂立契約的那天算起的時間所存活的歲月轉化為火燄，一旦契約者死亡便會無條件釋放，只能使用一次。
淨火封之印
使用時需要大量的火焰。
烏樞沙摩
配音：大河原爽介（日本）；錢欣郁（台灣）；黃昕瑜（香港）
火屬性的上級惡魔，「明王陀羅尼」的十大僧正之使者，別稱「火天」。擁有比伽樓羅更強力的火焰，外型酷似貓頭鷹。召喚祂需要10位上級手騎士才能喚醒。與不淨王是宿敵，在不淨王之役中憑依在降魔劍「俱利伽羅」上，引導燐使用火焰之力的方法。
火生三昧
透過誦唸真言後將大量的火焰加以集中然後釋放，型態不一，可為火球也可為火焰輪盤，威力就像是顆重型炸彈一樣，並可依據火焰注入的量來締造自身的形體和殺傷範圍的大小，烏樞沙摩曾言火生三昧可燒盡物質界的一切。
夜魔德
配音：藤井隼（日本）
明王級上級惡魔，志摩的使魔，志摩家的象徵。性情凶狠，無須附身於物質而能直接現身物質界的謎之佛教系惡魔，外型像是有著牛頭與兩雙手的漆黑巨人。能操縱「虛無界之炎」中的「黑炎」燒盡對手的靈魂。

### 衍生作品角色
恩斯特·弗雷德里克·艾金（Ernst Frederik Egin）
配音：三木敏彦（日本）；陳幼文（台灣）；黃子敬（香港）
只在動畫版第一季登場。燐和雪男的祖父，尤莉的父親。
米雪兒·涅高斯（Michelle Noihaus）
配音：鶴弘美（日本）；傅其慧（台灣）；雷碧娜（香港）
只在動畫版第一季登場。依格爾·涅高斯的妻子，藍夜的犧牲者之一。
吉國（Yoshikuni）
配音：小岩井小鳥（日本）；傅其慧（台灣）；余欣沛（香港）
只在動畫版第一季登場。打造「俱利加羅」的鑄劍師後裔，第十一代傳人。龍士的青梅竹馬與未婚妻。
烏科巴克
配音：山口登（日本）
只在動畫版第一季登場。梅菲斯特的使魔，會在晚上人們睡覺時溜進廚房裡製作美味料理的惡魔。依照梅菲斯特的命令負責奧村兄弟倆的伙食。有一次燐晚上擅自在他的地盤（廚房）裡做菜，因此生氣而鬧罷工。但最後他和燐進行「料理對決」後，兩人因此合好。平日雖然嬌小可愛，但若生起氣來會巨大化。
雖為動畫原創角色但在第三季和第四季有出現在ED畫面和燐在廚房一同合力負責料理，與燐之間十分合拍。
兔麻呂（Usa Maro）
配音：釘宮理惠（日本）；劉如蘋（台灣）；魏惠娥（香港）
只在電影版登場。燐等人在討伐幽靈列車任務中遇見的小孩外貌惡魔，原本被封印在祠堂，在列車撞擊之下解除封印，真身為玉兔，是掌管時間的惡魔：時之王 的眷屬，具有扭曲時空的能力。可以藉由吞食使人忘卻記憶，為了使人們露出幸福的笑容而讓人們忘記痛苦的記憶甚至於忘記了工作，導致村莊荒蕪而被封印。
劉成龍（Cheng-Long Liu）
配音：木内秀信（日本）；陳幼文（台灣）；陳耀楠（香港）
只在電影版登場。台灣分部的上一級驅魔師，過來日本幫忙正十字學園張開結界的工作。出身菁英一族，具有強大的驅魔能力。

## 用語解說
物質界
人類居住的世界。
虛無界
惡魔居住的世界。

### 驅魔師相關
正十字騎士團（True Cross Order）
從兩千年前就開始一直持續與惡魔戰鬥的巨大驅魔組織。
本部設置在梵蒂岡的聖彼得大教堂地下，在世界各國都設有分部。
日本分部則設置在正十字學園的地下，由馬菲斯圖擔任分部部長。除了京都出張所，在日本還有多個據點。
騎士團組織以「三賢者」為頂點，由多個等級和職務所構成。
從中世紀天主教的騎士修道會發展而來的戰鬥集團，隨著組織的不斷壯大，在與世界各地的惡魔們戰鬥的過程中，吸收了許多當地特有的驅魔師，是全世界最大的驅魔師集團。
驅魔師（／ Futsumashi，Exorcist）
對抗惡魔的戰鬥員。驅魔塾生進行修業並取得稱號之後，則可以成為驅魔師。
階級由上而下為「上一級、上二級、中一級、中二級、下一級、下二級」。
上一級之上的稱號有「名譽騎士」、「四大騎士」，最強的稱號是「聖騎士」。
志願成為驅魔師的人，入塾初期成為見習的「祓魔塾生／訓練生（ peiji）」學習有關基礎的驅魔課程，期後要通過鑑定試驗取得合格成績晉升為「候補生」進行實戰訓練。
稱號（／，Meister）
驅魔師技術的資格證明。有以下5種稱號。

驅魔師的稱號

- 騎士－使用刀劍戰鬥的驅魔師。
- 龍騎士－使用槍械戰鬥的驅魔師。
- 手騎士－操控惡魔戰鬥的驅魔師。
- 詠唱騎士－詠唱聖書內文來淨化惡魔的驅魔師，在詠唱咒文時毫無防備，因此必須有其他驅魔師援助。
- 醫工騎士－以化學藥劑對抗惡魔的驅魔師，同時也是醫療人員。

正十字學園（True Cross Academy）
培養驅魔師的學園都市，全宿制。
正十字學園町（／）
在東京都山形建築群所組成的超學園都市。面積約5.52平方公里，人口約42250人口，平均人口密度為8,093.8人/平方公里面積。
約翰·浮士德宅邸
梅菲斯特居住之地，位於正十字學園最上端。
地下圖書館
收容所
十三號設施
驅魔塾
正十字學園内部培訓驅魔師的機關。包括燐等7人的驅魔塾生在暑假之前就已經經過測驗並升級成為候補生。
教授科目有惡魔藥學、惡魔學、魔法書學、魔法圓·印章術（魔法円・印章術）、聖經：教典背誦術（聖書・教典暗唱術）、惡魔歷史學、體育實技、劍術等等。
明陀宗
正式名稱是「明王陀羅尼宗」注重對「魔」的獵殺，是一個特殊的驅魔集團，組織是世襲制的。
青色之夜後，總部被摧毀了，規模縮小了很多。10年前被正十字騎士團收編的宗教，和其他的佛家宗教不同，有獨自教條的宗派。
不角為明陀宗宗祖，有志摩家、三輪家、寶生家。
前據點是在金剛深山的不動峯寺，不動峯寺是以降魔堂為中心所建造的，原本「不淨王的左眼」是被封印在降魔堂的。
啟明結社Illuminati
擁有強大的財力與科技研發能力的公司，幕後主導者為光之王路西法，終極目標是使人間和虛無界間結為一體並使撒旦復活。
藤堂三郎太似乎在其底下工作；虛無界之門也是他們所強制打開。
境界之主

### 惡魔
惡魔（Demon）棲息於「虛無界」。由於沒有實質形體，因此必須藉由憑依於與其性質相似的物質（生物或死物）才能進入「物質界」作出干預，就是所謂的「惡魔附身」。惡魔奉行君主制，存在強烈的階級觀念，絕不會服從比自己軟弱的對手。在白天時動作會變得遲鈍。尾巴是惡魔的弱點之一，被大力拉扯會產生足以令其失去知覺的劇痛。惡魔的真正力量來自於心臟，倘若遭到破壞便會必死無疑。
撒旦（青焰魔、魔神）（Satan）
魔神，虛無界之王，八侯王的父親，燐與雪男的真正生父。
雙皇

創造皇：謝米哈薩

虛無皇：亞姆馬哈爾
巨人
八侯王（Baal）

光之王：路西法

時之王：薩麥爾

氣之王：亞瑟塞爾

火之王：伊布力斯

水之王：埃求恩

腐之王：亞斯塔洛

地之王：亞麥依蒙

蟲之王：別西卜

稱呼會隨著時代﹑國家及信仰的不同而千變萬化，在某些地區甚至會將其視為神明崇拜。各自之間存在著權勢和等級的差異，目前已知第一個權力者是路西斐爾﹑第二個權力者是梅菲斯特﹑第三個權力者是亞瑟塞爾﹑第七個權力者是甘毳。
惡魔屬性相剋相生
火剋腐，腐剋氣，氣剋地，地剋水，水剋火。

#### 地之王眷屬
虛無界第七權力者「地之王」亞麥依蒙（Amaimon）的眷屬。
鬼／哥布林（Goblin）
大多附身於老鼠或鼴鼠等小型動物的中下級惡魔。魔力很弱，只喜歡作弄人。經常以女王或王為中心築巢群居。根據土地與地域不同，衍生出上百種不同種族，「小鬼」也是其中之一員。聞到動物腐屍的血腥味就會興奮發狂。聚集在一起就會變得殘暴。
山魅
附身草木的惡魔。原本並沒有如此邪惡，只是喜歡聊天、惡作劇的下級惡魔。偶爾也有附身人類後兇惡化的例子。
綠男（Greenman）
下級到中級惡魔。地之王亞麥依蒙的眷屬。附身在人類製作之土偶的惡魔，此外，身上還會長滿青苔或植物。喜歡曬太陽，個性溫和。若土塊之上覆蓋著白雪的，則稱為「雪男」。
囀石
附身在石頭或岩石的下級惡魔。
基本上不會從原地移動，乍看之下難以分辨，只有受過魔障的人才會看到在岩石側面所浮現的一張愁眉苦脸，和其發出的咆哮聲。大致對人類無害，不過一旦拿於手上就會逐漸變得沉重，彷彿吸附在身體上，而一顆古老且強大的囀石，甚至會主動跳到人類背上施以重壓。因此沒有在事前封印力量則無法作長途搬運。另外，在驅魔塾中，通常被用作懲罰犯錯學生的酷刑，而甚少應用在實際教學之上。
蛇／娜迦
附身在蛇的中級惡魔。雖然在世界各地的不同種族往往視之為邪惡的存在，但仍然會有一些諸如日本將其奉為神明的地方存在。由當中最長壽的「蛇王」所統率。大多上级種擁有不死的特性。
八岐大蛇（Hydra）
蛇王的一種。中級至上級惡魔。擁有強力的肉體再生能力，即使頭部被切斷也能夠在短時間內再生替換。特徵為八個頭。
山鯨（Yamakujira）
體型龐大的野豬惡魔。已生存超過二千年的森林守護神。
動畫第22話登場。

#### 腐之王眷屬
「腐之王」亞斯塔洛（Astaroth）的眷屬。對氣屬性強,對火屬性弱 ；存在對水與地屬性有其必要。
魍魉（Coal tar）
附身在菌類的下級惡魔。群聚在陰暗潮濕及污穢的場所附近，或黑暗和負能量的人、物身上。
雖然是惡魔部族中最低級的惡魔，卻是數量最多。多數聚集就會變得惡質。不慎吸入會令肺部腐爛。
 
魍魎的集合体。有別於微細的下級惡魔魍魎，是能夠與中級至上級匹敵。
屍（Ghoul）
主要出現於有土葬習俗凡國家，附身在人類屍體的下級惡魔。
驅魔方法會因應各國風俗與信仰的差異而不盡相同。
由於日本是以火葬為主，因此已經鮮少於現代出現。和著名的「屍人」為不同惡魔。
屍番犬（Naberius）
中級惡魔。身上帶有強烈的硫磺味，是古人縫合複數屍體用以對抗惡魔的人造戰鬥惡魔。
現在許多遭到棄養的屍番犬有逐漸回歸野生的趨勢。現在製作屍番犬則成為道德上的禁忌，因此這項技術已遭到強烈封印。
不淨一族
於中世紀在世界各地橫行肆虐的上級惡魔。魍魎的亞種。
不淨王 
在中世紀肆虐的不淨一族的餘孽，是腐王─亞斯塔洛的寵物之一，他的心臟被分成兩半並封印在日本分部。
出現於日本江戶時代（安政5年）的上級惡魔。受到熱病和疫病感染，造成4萬以上的人成為犠牲者。
不淨公主 
不浄王的亞種。在中世紀肆虐的不淨一族的餘孽，亞斯塔洛的寵物之一。他的心臟被分成兩半並封印在葉門分部。
不淨男爵
不淨一族中最為卑微，然而卻與上級惡魔分類一起，與不淨王與不淨姬比較起來個子較矮小，同樣能噴出不淨孢子與瘴氣。
屍人（Zombie）
下級惡魔。與屍不同，主要是指直接被惡魔寄生導致軀體壞死的人類，仍保留有一部分的言語能力且動作遲鈍，但是攻擊性比屍更強且會襲擊人類，除了以火器破壞腦幹外沒有其他的明顯有用的獵殺法。

#### 水之王眷屬
「水之王」艾君（Egyn）的眷屬。
（Reaper）
一如外表是附身於青蛙的下級惡魔。能透視人心伺機攻擊人類。存在於世界各地，各式大小尺寸都有，共通點是肉食性。在歐洲，有些種類還能揮舞翅膀在水面飛行，並發射超音波。
水精靈（Naiad）
憑依在水的惡魔。寧芙的一種，以人類女性的姿態出現。
海神（Wadatsumi）
上級惡魔，附身在生存已久的鯨類或海龜。又被稱為「特里同」。每位海神均有各自所管轄的領地，並統率著該片範圍內的海洋生物和惡魔。
海人津見彦（Amatsumihiko）
1500年多以前在熱海Sunrise海濱的小島上被信仰的古代海神。獠牙和手足的抹香鯨。由於長年被人們遺忘而丟失了力量，不過後來透過燐他們祭奠取回力量。跟大王烏賊戰鬥後將其打傷，不過自己也受了致命傷。討伐大王烏賊後，將附近海域的和平託付給海坊主後逝世了。
大王烏賊／挪威海怪（Kraken）
長年附身在大王烏賊上的中級惡魔。暴力且為肉食性。跟海神是死對頭。會使出「擬態吐息」製造大量分身干擾對手，只要攻擊眉心就能消滅掉。
海坊主
下級到中級惡魔。綠男亞種。海裡的礁岩植物生長於土塊上的狀態。牠具有隨時隨地、自由自在，讓礁岩生物活化、操控其生長的能力。與綠男一樣個性溫馴，最喜歡在海裡作日光浴。

#### 氣之王眷屬
虛無界第三權力者 — 「氣之王」亞瑟塞爾（Azazel）的眷屬。
白狐（Byakko）
下級到上級惡魔。東亞民間信仰之神怪之一，附身於野獸身上，與人類共存之惡魔，人們視其為神使。白狐在日本普遍被視為食物與農耕之守護神。古代的白狐有靈性，能與人們溝通並:定訂契約。如能確實遵守便可獲得庇祐，一旦違背約定，則禍害無窮。御饌津﹑保食和管狐也屬當中一員。
貓又（Cat Sìth）
氣之王眷屬。下級到上級惡魔。附身在世上所有貓類身上的惡魔。日本長壽貓又的象徵是尾巴會分岔成兩根。雖然與神使不同，但是古代貓又也頗具靈性，能與人類締結契約共存。有些貓又能生存數百年，輾轉進入不同人家，被當成寵物飼養。
靈
下級惡魔，氣之王眷屬。附身於人類或動物屍體死後所揮發之物質上的惡魔。其個性大多會拘泥於屍體生前的情感。驅魔法也和屍一樣，會根據屍體的信仰與狀況而有所不同。
惡靈
因為邪惡的意念而墮落化的靈所轉變的惡靈。實力水平為下級到中級惡魔。透過致死節或聖水便能驅除。
擬態靈
由靈依憑在半固體上的惡魔。實力水平為下級到中級。與惡靈相同。
呪物
靈寄生在某特定物質的總稱。實力水平從下級到上級惡魔。擁有的人會遇到不好的事情。
麒麟
在氣的眷屬中是超上級的惡魔。依憑在積雨雲的雷電中出現，在暴雨雷電中跳動玩耍。
極端膽小，很少會在人類面前出現。類似於龍與馬的外表，得進行複雜的詠唱與儀式才能召喚出來。

#### 蟲之王眷屬
「蟲之王」別西卜（Beelzebub）的眷屬。
（Chuchi）
附身在小蟲上的下級惡魔，集體吸血、吃死屍的肉維生。有時會巨大化。

#### 火之王眷屬
「火之王」伊布利斯（Iblis）的眷屬。
化燈籠（配音：西健亮）
附身在人類製作的照明工具，待晚上人類來點燈的中下級惡魔。一旦點燃就會動。依靠進食生物作燃料。特別喜歡女性。當燃料耗盡或是到了白天就無法動彈。
火蜥蜴（Salamander）
附身在火的中下級惡魔。以爬蟲類的形態出現。
伽樓羅（Karura）
火之王眷屬。憑依在火的佛教系上級惡魔。會以類似火鳥的形態出現，又被稱為不死鳥、鳳凰、朱雀。
烏樞沙摩（Ucchusma）
火之王眷屬。附身在火的佛教系高級惡魔，又名「火天」，比伽樓羅操縱更為強力的火焰。不淨王的宿敵。嫌惡污穢，擁有淨化不潔的力量。是由於其風貌經常會被誤認為是伽樓羅，因而有點討厭人類。需要10位以上的上級手騎士召喚。

#### 時之王眷屬
虛無界第二權力者 — 「時之王」（Samael）的眷屬。
幽靈列車（Phantom Train）
中級惡魔。依附在列車上的惡魔。連接人類居住的物質界和惡魔居住的虛無界，在兩者之間來往。又名「食人列車」，是吞噬人類靈魂的列車。會不斷誘人上車，送到虛無界。上了列車的人的靈魂也許連自己死了也不知道。倘若列車被驅除的話，裡面的鬼魂也會被一併消滅。當被奪去儲存在體內的鬼魂會變得更兇殘。本體會為了返回虛無界而露出真面目。
糖果布穀鳥鐘
巨大布穀鳥鐘外型的上級悪魔。
玉兔
掌管时间的恶魔，時之王的眷属，具有扭曲时空的能力。
可以使人忘却记忆，为了使人们露出幸福的笑容
而让人们忘记痛苦的记忆，导致村庄荒芜而被封印。
死神（Death）
時之王的眷属，當契約者沒有履行莫利納斯的契約書時，便會殺死契約者。

#### 光之王眷屬
虛無界最高權力者 — 「光之王」（Lucifer）的眷屬。
熾天使（Seraphim）
光之魂。只有路西法有能力製造的中上級惡魔。
現身後熱量會徐徐上升，最終爆炸，其爆炸的威力相當於一顆重型炸彈，但對於高級驅魔師的殺傷力會稍微下降。
另外，亦可以當作揚聲器傳達路西法的說話。

#### 其他惡魔
虛無界之門（ゲヘナゲート，Gehenna Gate）
連接虛無界和物質界的時空之門。由撒旦以魔神之血為媒介所召喚的中級到上級惡魔。門的外觀﹑大小與能力會根據當時所使用的血液質量而產生不同變化。
本應只有魔神撒旦才有能力打開的虛無界之門，但現代人類利用工科學的方法同樣製造到，必須要有大量惡魔的血液才能長時間維持。目前因為俄羅斯的加速器實驗設施出現而漸漸擴大。
防禦力最強的牢房（Das Stärkste Gefängnis，配音：（西地修哉））
由馬菲斯圖所召喚的中級惡魔。雖然在內部是無法打開，但在外面就能夠輕易打開。由於可以令心懷敵意接近的人即時停止一切行動，因而被譽為防禦力最強的囚室。
玩偶（Galatea）
惡魔或靈魂所依附的玩偶狀態，即宿體。普遍為下級惡魔，但偶爾也會有上級惡魔依附。
夜魔德（Yamantaka）
明王級的佛教系上級惡魔。無需依附任何物質亦可以出現於物質界，被稱為「虛無界之炎」的基本粒子流體。焚燒殆盡虚無界的存在。
九尾
屬性不明。自古就開始出現在亞洲故事中的古老上級惡魔。有著諸如華陽夫人﹑妲己﹑玉藻前等等的多個化名。當顯露真實本性時，會現出狐狸耳朵和九條尾巴。由於擁有強大的細胞再生和壞死能力而成為啟明結社的目標。
食屍鬼
屬性不明。喜歡進食人類的屍體，某些場合甚至會襲擊活人的中下級惡魔。
食魔者
被光之王稱為「天選者」的人。不屬於任何一系列的眷屬，是由人類墮落而成的惡魔，本身的能力相當的多變，但主要是依靠「吞食」惡魔來獲得相對應的力量，只是無法確認所能吞噬的「容量」到什麼樣的程度，只知道一旦無法承受，在吞噬的惡魔反噬或是被殺掉後自身便會直接崩解，但如果成功吞噬，將獲得該惡魔全部的力量，如藤堂三郎太強行吞食伽樓羅，獲得伽樓羅的力量，也使藤堂年輕化。

### 道具
魔劍（／ Maken，Demon Sword）
被惡魔所依附的劍，和使魔同樣須要定立契約。
魔劍分為兩種類型：第一種是惡魔附身在武器的「憑依型」，另一種是施加魔力在武器之上的「加護型」。
降魔劍「俱利伽羅」（／，Demon-Slaying Sword “Kurikara”）
奧村燐所持有的日本刀型憑依魔劍，明陀宗代代相傳的本尊神靈。
能讓以「不動」為首的佛教系火之惡魔附身在劍上。
之前由藤本神父所保管，但原本並非藤本神父的東西，而是在燐和雪男還沒出生時，獅郎從不動峯寺的明陀宗中「借」出來的，用作封印燐的惡魔之力。
自古代流傳下來、相傳為被包覆著火焰的龍捲繞的魔劍。現在這把劍植入了燐的惡魔之心，並以劍鞘封印（動畫第一季中如果劍折斷的話燐就只有死路一條；漫畫中劍折斷時則是解放來自父親撒旦的所有力量以及燐累積至今所有負面情緒，並操控身軀直接暴走，直至將有形的一切全部焚燒殆盡或者是理智重新回歸為止）。劍鞘有如虛無界之門，拔出劍時能使燐轉換成惡魔的模樣，並且放出原本被封印的火燄。在不淨王之役中烏樞沙摩憑依在劍上，引導燐使用火焰的方法。
在獅郎過世後，燐一直貼身不離的帶著這把劍，且將它作為戰鬥時的武器。基本上在必要的時候劍都會暫時由修羅所代為管理。
明陀宗的祖先不角曾用這把劍召喚出名為加樓羅的火之惡魔並與其簽定契約，將不淨王打倒奪走雙眼（被劈成兩半的核心），隨後加樓羅也離開了「俱利加羅」。
斬蛇（／ Kiba）
由八郎太郎大神的獠牙所製造的日本刀型加護魔劍，目前由霧隱修羅持有。
之後，因為奧村雪男的「計謀」，使八郎太郎大神願意解除與修羅間的契約，導致此劍失去了八郎太郎大神的加護，但仍然保持劍的狀態並可接受任何惡魔的憑依。
王者之劍「卡力班」（Caliburn）
亞瑟·A·安潔爾持有的憑依型魔劍。又名「石中劍」，為亞瑟王所持寶劍。
鑰匙（Key）
使用特殊的鑰匙開門能通往各種不同的地方。目的地是由鑰匙的種類決定。擁有稱號的驅魔師才能使用鑰匙。
神隱之鑰
藤本獅郎所持有的萬能鑰匙，在獅郎過世後，由奧村燐持有。
可以引導持有者前往持有者想去的次元（包括時間）。
此外，還可以將任何東西藏於任意之處，獅郎就是用這把鑰匙把降魔劍「俱利伽羅」鎖藏起來。
印章紙
錫杖
魔法子彈
為灌注了各種不同屬性的惡魔的魔力所構築而成的子彈，在命中時能夠產生與灌注魔力的惡魔相同型態的效果，甚至是可以以此為基礎進行詠唱召喚。
迷彩貫頭衣
能夠完全隱匿身形，有如變色龍般的衣物，當把帽子拉上的時候會成為完全隱形的姿態，只不過無法遮蔽聲音而且也無法看見穿著者。
莫利納斯的契約書
通稱「惡魔的契約書」，當契約人沒有履行契約時就會受到制定契約的惡魔的報復，而目前唯一出現的就是死神，違背契約就只有死路一條。

### 其他
青之焰（Blue Flames）
魔神撒旦獨有的火焰，同時也是撒旦的象徵，能夠燒毀虛無界和物質界的一切事物。
當拔出降魔劍「俱利伽羅」時，便會從奧村燐體內溢出的藍色火焰。這是燐從父親魔神撒旦繼承的惡魔之力。燐身為惡魔的特質會隨著火焰的出現而顯露，比如耳朵變尖和額頭上的角狀形火柱等外觀上的變化。雖然火焰是惡魔在一瞬間將一切燃燒殆盡的強大武器，但過度發動會令磷失去作為人類的理智，完全變成惡魔失控。
一些諸如馬菲斯圖等的部分騎士團成員，主張利用藍色火焰作為「對抗魔神撒旦的武器」。然而，由於這亦是導致聖職者大量虐殺事件的相同火焰，因此恐懼藍色火焰，視燐為危險因素的祓魔師也不在少數。
赤之焰
為物質界的火焰，可燒毀物質界的一切事物
黑之焰
為虛無界的火焰，可以燒毀靈魂和惡魔以及虛無界的一切事物
赤之焰 + 黑之焰 = 青之焰，因此青之焰可以燒毀物質界和虛無界的一切事物
藍夜（Blue Night）
16年前撒旦在世界各地大量虐殺知名聖職者的日子。
志摩家、勝呂家以及三輪家都深受其害。
動畫中說明是撒旦為了尋找憑依以拯救奧村母親。
魔障（／ Ma Shou）
惡魔導致的傷勢或病痛，只要受過魔障就能看見惡魔。
致死節（／ Chi Shi Setsu）
大部分的惡魔都有致死節，也就是惡魔聽了就必死無疑的語言或文章，多由詠唱騎士詠誦聖書攻擊惡魔。
天空庭院（The Garden of Amahara）
天神蒐集世界各地的植物所打造出的一個庭院，是詩惠美嚮往之處。
糖果鳥的咕咕鐘（／）
梅菲斯特使用法術變出的東西，似乎是一種門。
正十字學園七大不可思議（The Seven Mysteries of True Cross Academy）
第二個學期開始流行在正十字學園內流傳的七大怪談。
- 半夜在學校中徘迴的白無垢

新娘的幽靈，會襲擊在半夜看到自己的男性，如果周圍出現女性則不會出現。在故事中出現的是一位同性戀大叔，讓除了雪男和寶以外的所有男生陷入苦戰。
- 半夜到處亂跑的梅菲斯特·約翰·浮士德雕像

- 住在女生宿舍廁所裡的繭子小姐

在六樓北側廁所，據說有幾個三年級女生在那邊玩試膽大會被鎖在裡面，被救出來後都丟了魂似的。從後續調查中得知，繭子並非單純的幽靈而是女性的各種怨念集合而成的無意識聚合體。
- 高等部‧在眾多肖像畫中出現自己死狀的肖像畫

會因人而異變化內容的肖像畫，附身在畫上的擬態惡靈〔（擬態霊）シェイプシフター〕能夠把觀看他的人的內心中黑暗面映照出來。此肖像畫稱為「家族肖像」。
- 半夜無人行駛的路面電車

- 蒐集鬼部屋（珍奇屋）

高等部‧出現在化學實驗室的收藏品鬼屋。馬菲斯圖的惡作劇收藏。
- 絕對無法到達的房間

指的是杜山詩繪美家的「祓魔屋」，因為完全無法憑藉任何物理手段到達，僅能依靠鑰匙進行出入。

## 角色人氣投票
集英社於《Jump SQ.》2013年9月号中舉辦了第一回《青之祓魔師》漫畫角色人氣投票，並於翌年1月4日發售的2014年2月号中公佈投票結果。根據資料顯示本作中的女主角並沒有太受讀者偏愛，其受歡迎程度甚至遠遠不及第二女主角。詳細排名如下：
| 角色名稱 |

| 奥村雪男 |

| 甘毳 |
| ---- |

| 奥村燐 |
| ------ |

| 志摩廉造 |
| -------- |

| 馬菲斯圖 |
| -------- |

| 尼爾加奧士 |
| ---------- |

| 第一回 |

## 出版書籍

### 單行本
日本地區的出版社為集英社，台灣方面則由青文出版社獲得授權。第1冊於2010年12月開始發售。美國及加拿大的出版權則由Viz Media奪得，並計劃於2011年4月5日推出首冊。法國方面則由Kazé奪得授權，並已出版首冊。
| 卷數 | 集英社         | 集英社                                        | 青文出版社     | 青文出版社             | 正文社         | 正文社                 | 安徽少年兒童出版社 | 安徽少年兒童出版社     |  |
| 卷數 | 發售日期       | ISBN                                          | 發售日期       | ISBN / EAN             | 發售日期       | ISBN                   | 發售日期           | ISBN                   |  |
| ---- | -------------- | --------------------------------------------- | -------------- | ---------------------- | -------------- | ---------------------- | ------------------ | ---------------------- |  |
| 1    | 2009年8月4日   | ISBN 978-4-08-874709-5                        | 2010年12月25日 | ISBN 978-986-256-592-6 | 2011年2月10日  | ISBN 978-988-8068-88-3 | 2013年11月         | ISBN 978-7-5397-6872-4 |  |
| 2    | 2009年11月4日  | ISBN 978-4-08-874757-6                        | 2011年3月25日  | ISBN 978-986-256-686-2 | 2011年2月10日  | ISBN 978-988-8068-96-8 | 2013年11月         | ISBN 978-7-5397-6876-2 |  |
| 3    | 2010年3月4日   | ISBN 978-4-08-870016-8                        | 2011年5月25日  | ISBN 978-986-256-752-4 | 2011年2月28日  | ISBN 978-988-8069-21-7 | 2013年11月         | ISBN 978-7-5397-6877-9 |  |
| 4    | 2010年7月2日   | ISBN 978-4-08-870079-3                        | 2011年8月11日  | ISBN 978-986-256-843-9 | 2011年3月1日   | ISBN 978-988-8069-31-6 | 2013年11月         | ISBN 978-7-5397-6878-6 |  |
| 5    | 2010年12月3日  | ISBN 978-4-08-870136-3                        | 2011年10月13日 | ISBN 978-986-256-915-3 | 2011年5月17日  | ISBN 978-988-8069-36-1 | 2014年9月          | ISBN 978-7-5397-7437-4 |  |
| 6    | 2011年4月4日   | ISBN 978-4-08-870214-8                        | 2011年12月7日  | ISBN 978-986-256-974-0 | 2011年8月4日   | ISBN 978-988-8069-97-2 | 2015年4月          | ISBN 978-7-5397-7868-6 |  |
| 7    | 2011年9月2日   | ISBN 978-4-08-870330-5                        | 2012年2月1日   | ISBN 978-986-310-059-1 | 2011年11月15日 | ISBN 978-988-8070-57-2 | 2016年3月          | ISBN 978-7-5397-8751-0 |  |
| 8    | 2012年4月4日   | ISBN 978-4-08-870409-8                        | 2012年8月14日  | ISBN 978-986-310-301-1 | 2012年5月1日   | ISBN 978-988-8152-46-9 | 2016年6月          | ISBN 978-7-5397-8977-4 |  |
| 9    | 2012年9月4日   | ISBN 978-4-08-870505-7                        | 2013年2月14日  | ISBN 978-986-310-489-6 | 2012年11月8日  | ISBN 978-988-8153-17-6 | 2017年1月          | ISBN 978-7-5397-9258-3 |  |
| 10   | 2012年12月28日 | ISBN 978-4-08-870670-2                        | 2013年8月16日  | ISBN 978-9-86-310718-7 | 2013年2月28日  | ISBN 978-988-8153-53-4 | 2017年7月          | ISBN 978-7-5397-9573-7 |  |
| 11   | 2013年8月2日   | ISBN 978-4-08-870789-1                        | 2014年2月6日   | ISBN 978-986-310-914-3 | 2013年10月16日 | ISBN 978-988-8154-29-6 | 2018年1月          | ISBN 978-7-5397-9864-6 |  |
| 12   | 2013年12月27日 | ISBN 978-4-08-870895-9                        | 2014年10月2日  | EAN 471-8016-01027-7   | 2014年3月26日  | ISBN 978-988-8154-66-1 | 2018年8月          | ISBN 978-7-5707-0060-8 |  |
| 13   | 2014年7月4日   | ISBN 978-4-08-880140-7                        | 2015年3月7日   | EAN 471-8016-01191-5   | 2014年9月25日  | ISBN 978-988-8296-27-9 | 2018年8月          | ISBN 978-7-5707-0061-5 |  |
| 14   | 2015年1月5日   | ISBN 978-4-08-880282-4                        | 2015年7月22日  | EAN 471-8016-01349-0   | 2015年7月24日  | ISBN 978-988-8296-94-1 |                    |                        |  |
| 15   | 2015年6月4日   | ISBN 978-4-08-880369-2                        | 2016年3月16日  | EAN 471-8016-01782-5   | 2015年11月17日 | ISBN 978-988-8297-11-5 |                    |                        |  |
| 16   | 2016年1月4日   | ISBN 978-4-08-880507-8                        | 2016年10月13日 | EAN 471-8016-02026-9   | 2016年4月28日  | ISBN 978-988-8297-37-5 |                    |                        |  |
| 17   | 2016年7月4日   | ISBN 978-4-08-880656-3                        | 2017年2月2日   | EAN 471-8016-02166-2   | 2016年12月2日  | ISBN 978-988-8297-78-8 |                    |                        |  |
| 18   | 2016年12月31日 | ISBN 978-4-08-880891-8 ISBN 978-4-08-908285-0 | 2017年9月18日  | EAN 471-8016-02539-4   | 2017年4月28日  | ISBN 978-988-8298-21-1 |                    |                        |  |
| 19   | 2017年4月4日   | ISBN 978-4-08-881052-2 ISBN 978-4-08-908286-7 | 2018年5月25日  | EAN 471-8016-02923-1   | 2017年10月10日 | ISBN 978-988-8298-57-0 |                    |                        |  |
| 20   | 2017年10月4日  | ISBN 978-4-08-881152-9 ISBN 978-4-08-908299-7 | 2019年2月20日  | ISBN 978-986-356-800-1 | 2018月3月24日  | ISBN 978-988-8298-82-2 |                    |                        |  |
| 21   | 2018年3月2日   | ISBN 978-4-08-881363-9                        | 2019年5月20日  | ISBN 978-986-356-916-9 | 2018年7月26日  | ISBN 978-988-8503-06-3 |                    |                        |  |
| 22   | 2018年11月2日  | ISBN 978-4-08-881591-6                        | 2019年8月21日  | ISBN 978-986-512-014-6 | 2020年8月14日  | ISBN 978-988-8503-99-5 |                    |                        |  |
| 23   | 2019年4月4日   | ISBN 978-4-08-881809-2                        | 2020年2月20日  | ISBN 978-986-512-237-9 | 2021年3月2日   | ISBN 978-988-8504-13-8 |                    |                        |  |
| 24   | 2019年11月1日  | ISBN 978-4-08-882110-8                        | 2020年6月15日  | ISBN 978-986-512-378-9 | 2021年12月31日 | ISBN 978-988-8504-15-2 |                    |                        |  |
| 25   | 2020年6月4日   | ISBN 978-4-08-882299-0                        | 2021年6月21日  | ISBN 978-986-512-942-2 | 2022年5月11日  | ISBN 978-988-8504-37-4 |                    |                        |  |
| 26   | 2020年12月4日  | ISBN 978-4-08-882574-8                        | 2022年3月16日  | ISBN 978-6-26-303868-4 | 2022年5月11日  | ISBN 978-988-8504-44-2 |                    |                        |  |
| 27   | 2021年7月2日   | ISBN 978-4-08-882644-8                        | 2022年3月16日  | ISBN 978-6-26-322211-3 |                |                        |                    |                        |  |
| 28   | 2022年11月4日  | ISBN 978-4-08-883264-7                        | 2023年10月25日 | ISBN 978-6-26-362213-5 |                |                        |                    |                        |  |
| 29   | 2023年7月4日   | ISBN 978-4-08-883460-3                        | 2024年10月3日  | ISBN 978-6-26-399497-3 |                |                        |                    |                        |  |
| 30   | 2024年1月4日   | ISBN 978-4-08-883722-2                        |                |                        |                |                        |                    |                        |  |
| 31   | 2024年6月4日   | ISBN 978-4-08-884028-4                        |                |                        |                |                        |                    |                        |  |
| 32   | 2025年5月2日   | ISBN 978-4-08-884519-7                        |                |                        |                |                        |                    |                        |  |

### 小說
- 原作：加藤和惠／著：矢島綾《青之驅魔師》集英社〈JUMP j BOOKS〉

| 冊數 | 日文標題 | 中文標題        | 集英社        | 集英社                 | 青文出版社    | 青文出版社             |
| 冊數 | 日文標題 | 中文標題        | 發售日期      | ISBN                   | 發售日期      | ISBN                   |
| ---- | -------- | --------------- | ------------- | ---------------------- | ------------- | ---------------------- |
| 1    |          | 週末英雄        | 2011年9月2日  | ISBN 978-4-08-703252-9 | 2012年5月17日 | ISBN 978-986-310-178-9 |
| 2    |          | Home Sweet Home | 2012年12月4日 | ISBN 978-4-08-703283-3 | 2014年2月6日  | ISBN 978-986-310-899-3 |
| 3    |          | 血腥妖精（暫）  | 2014年3月4日  | ISBN 978-4-08-703309-0 |               |                        |
| 4    |          | 間諜遊戲（暫）  | 2017年3月3日  | ISBN 978-4-08-703414-3 |               |                        |

### 公式書
| 冊數 | 日文標題 | 台灣中文標題       | 香港中文標題     | 集英社        | 集英社                 | 青文出版社     | 青文出版社             | 正文社        | 正文社                 |
| 冊數 | 日文標題 | 台灣中文標題       | 香港中文標題     | 發售日期      | ISBN                   | 發售日期       | ISBN / EAN             | 發售日期      | ISBN                   |
| ---- | -------- | ------------------ | ---------------- | ------------- | ---------------------- | -------------- | ---------------------- | ------------- | ---------------------- |
| 1    |          | 口袋畫廊           | 袖珍畫廊         | 2011年10月4日 | ISBN 978-4-08-870322-0 | 2013年8月15日  | ISBN 978-986-310-714-9 | 2012年8月9日  | ISBN 978-988-8152-58-2 |
| 2    |          | COLOR BIBLE        | COLOR BIBLE      | 2011年11月4日 | ISBN 978-4-08-870356-5 | 2014年10月30日 | EAN 471-8016-01041-3   | 2012年8月9日  | ISBN 978-988-8152-68-1 |
| 3    |          | 正十字騎士團導覽書 | 正十字騎士團指南 | 2014年2月4日  | ISBN 978-4-08-880098-1 | 2015年7月22日  | EAN 471-8016-01355-1   | 2014年7月25日 | ISBN 978-988-8296-07-1 |

### 導讀書
| 冊數 | 日文標題 | 集英社       | 集英社                 |
| 冊數 | 日文標題 | 發售日期     | ISBN                   |
| ---- | -------- | ------------ | ---------------------- |
| 1    |          | 2011年4月4日 | ISBN 978-4-08-874853-5 |

### 外傳
《白領驅魔師 奧村雪男的憂愁》（日语：サラリーマン祓魔師 奥村雪男の哀愁），於2013年開始在《Jump Square SQ.19》連載，由原作者加藤和惠擔任原案，佐佐木實負責作畫的外傳漫畫。主角為「青之驅魔師」主角奥村燐的弟弟奧村雪男。描寫奧村雪男身兼中一級驅魔師與高中生的日常喜劇。
| 卷數 | 集英社       | 集英社                 | 青文出版社     | 青文出版社           |
| 卷數 | 發售日期     | ISBN                   | 發售日期       | EAN                  |
| ---- | ------------ | ---------------------- | -------------- | -------------------- |
| 1    | 2015年2月4日 | ISBN 978-4-08-880227-5 | 2016年4月8日   | EAN 471-8016-01786-3 |
| 2    | 2016年2月4日 | ISBN 978-4-08-880592-4 | 2016年10月11日 | EAN 471-8016-02010-8 |
| 3    | 2017年2月3日 | ISBN 978-4-08-881010-2 | 2018年3月19日  | EAN 471-8016-02834-0 |
| 4    | 2020年6月4日 | ISBN 978-4-08-882301-0 |                |                      |

## 電視動畫
2011年4月17日起至10月2日，於TBS、MBS系列逢星期日17:00－17:30首播。由A-1 Pictures製作。時隔近6年動畫決定製作第2季，標題名為《青之驅魔師 京都不淨王篇》，2017年1月起首播，劇情銜接至第1季非原創部分。第3季《島根啓明結社篇》則更換為Studio VOLN製作並時隔近6年後的2024年1月播出，劇情則銜接京都不淨王篇後面。同年第4季《雪之盡頭篇》於2024年10月播出。第5季《終夜篇》於2025年1月播出。

## 劇場版動畫
《青之驅魔師 ―劇場版―》（青の祓魔師 ―劇場版―）是2012年12月28日上映的日本動畫電影，由高橋敦史執導，吉田玲子編劇。

## 遊戲
青之驅魔師  幻刻的迷宮
遊戲平台為PSP，由NAMCO BANDAI Games Inc.製作。發售日為2012年4月26日。
青之驅魔師  The Flame Carnival
遊戲平台為智慧型手機，由Mobage製作。為紀念2012年12月28日劇場版公開的一款卡片戰鬥遊戲、自2011年8月31日開始配信。

## 備註
1. ↑  附廣播劇CD同梱版
2. 1 2  附動畫DVD同梱版

## 外部連結
- （日語）Jump Square「青之驅魔師」官方網頁 （页面存档备份，存于）
- （日語）PSP遊戲「青之祓魔師 幻刻的迷宮」官方網頁 （页面存档备份，存于）
- （日語）手機遊戲「青之祓魔師 The Flame Carnival」官方網頁